# Mujeres y salones literarios

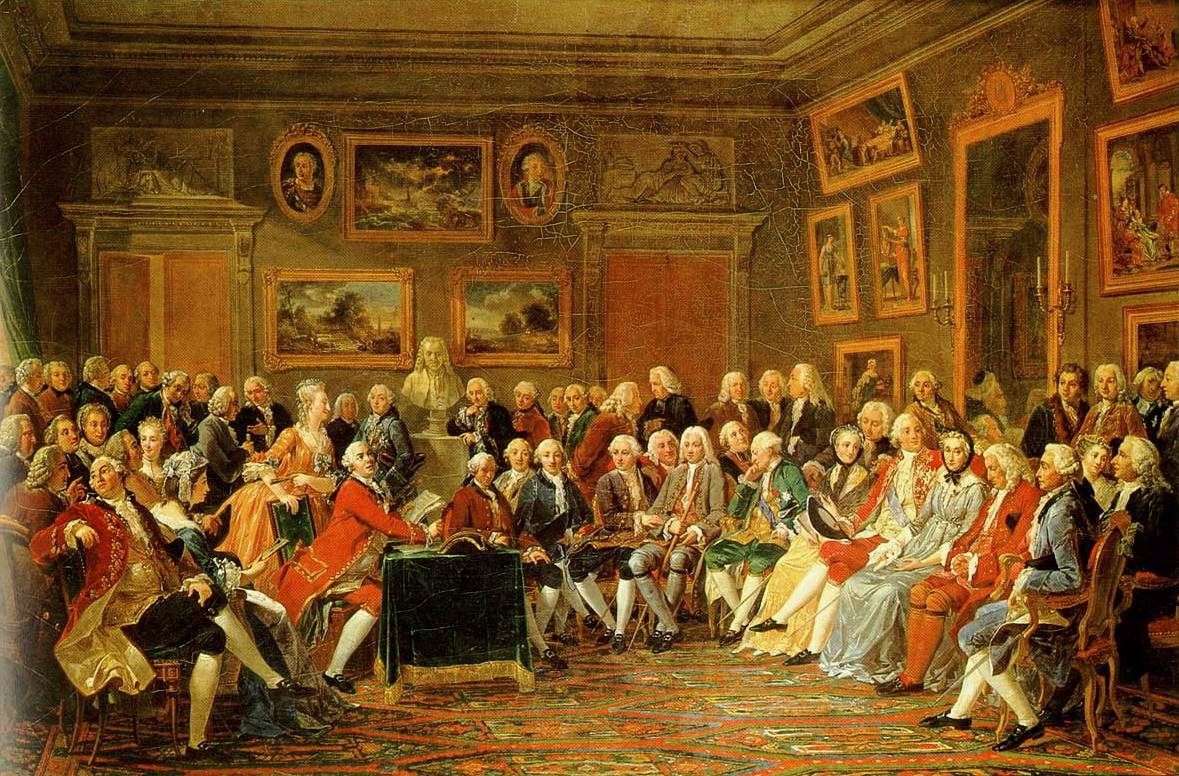
Lectura de la tragedia de Voltaire: «El huérfano de China», en el salón de Madame Geoffrin en 1755, Gabriel Lemonnier (1812).

Los salones literarios fueron una manifestación cultural francesa de la alta sociedad formada por aristócratas y amantes de las bellas artes en la que se apostaba por la conversación, las lecturas públicas y los conciertos. Si bien la historiografía francesa suele afirmar que las dueñas de estos espacios eran las grandes damas con intención de hacerse un hueco y una reputación en el mundo social de las clases altas, las crónics contemporáneas a este movimiento cuentan que estos espacios de encuentro y diversión también tenían como dueños a hombres (como el barón de Holbach, o La Pouplinière) o incluso a parejas (Anne-Catherine de Ligniville Helvétius y Claude-Adrien Helvétius). No obstante, ya hay testimonios de salones parecidos en el Poitiers del siglo XVI (con las damas de Roches) o en el círculo de Catalina de Médici e incluso los últimos Valois. En el siglo XVIII, gracias a la protección y el apoyo de los grandes contribuyentes, se vuelve a financiar esta forma de entretenimiento a la que se añade, además, el intercambio de ideas filosóficas.
El término salón literario nace de la expresión de un mito popular entre los escritores del siglo XIX. Anteriormente, estos lugares habían sido nombrados como casas, círculos, sociedades o academias dependiendo del autor del testimonio, ya que el vocabulario de entonces no se fijaba de una manera tan estricta como en la época actual. Estos salones, al fin y al cabo, se trataban de formas de convivencia y no tenían una denominación propia.

## Círculos, sociedades y clubes en el Antiguo Régimen
Tras la simple apariencia aristocrática, aparecen mujeres intelectuales que comienzan a abrir salones para personalidades políticas, de letras y científicas de ambos sexos y todas las condiciones. Instruidas y escritoras, entre ellas mantienen una constante correspondencia que ha llegado hasta nuestros días, como la de Marie du Deffand, que cuenta con 1400 cartas. La colección más famosa es la de Madame de Sévigné. Estas reuniones numerosas formadas por personas de élite o correspondientes a la alta sociedad existieron hasta principios del siglo XIX y fueron tanto centros como hogares literarios en los que el conocimiento era indispensable para comprender los detalles de la historia de la literatura francesa. Estos salones literarios casi siempre fueron propiedad de mujeres muy distinguidas por su espíritu, su gusto y su tacto a la hora de mantener conversaciones con temática general, aunque siempre con gran influencia en las costumbres y en la literatura.
El primer salón literario fue el del Hôtel de Rambouillet, que data de 1608 y duró hasta la muerte en 1665 de Catalina de Rambouillet, apodada Arthénice. Posteriormente se formarían otros salones que imitarían las maneras del Hôtel de Rambouillet, como los del preciosismo.
Bajo el reinado de Luis XIII, aparece el salón de Marie Bruneau des Loges, cuyos admiradores llamaban la décima musa y de quien Conrart afirmó:

Ha sido honrada, visitada y ha obtenido regalos de todas las personas más considerables, incluso los príncipes y princesas más ilustrados... Todas las musas parecen residir bajo su protección o rendirle homenaje y su casa era toda una academia.

Balzac, Malherbe o Beautru, frecuentaron esta casa y, entre los grandes personajes que dejaron su testimonio acerca de su estima a Marie Bruneau des Loges, destaca el rey de Suecia, el duque de Orleans o el duque de Weimar.

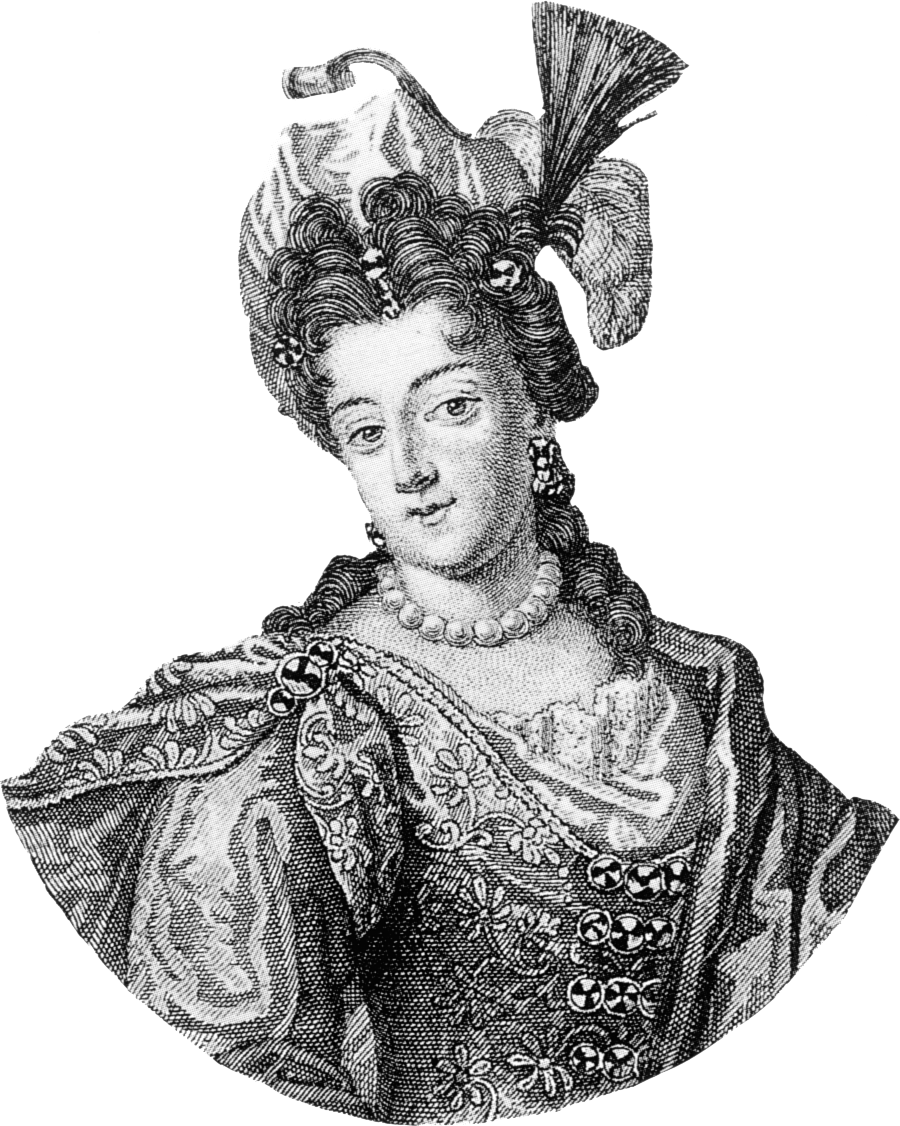
Madeleine de Scudéry, salonière del. Las salonières eran mujeres que crearon relaciones sociales en los salones literarios franceses.

Hacia la mitad del siglo XVII, el salón más importante es el de Madeleine de Scudéry. Los problemas durante la Fronda habían separado a los habituales del Hôtel de Rambouillet, por lo que Madeleine de Scudéry reformó su casa de la rue de Beauce en el barrio parisino de Marais. Allí acudieron Chapelain, Conrart, Pellisson, Ménage, Sarrasin, Isarn, Godeau, el duque de Montausier, la condesa de La Suze, la marquesa de Sablé, la marquesa de Sévigné, madame de Cornuel, Arragonais, etc.
Durante las reuniones, que tenían lugar los sábados, se mantenían conversaciones galantes y refinadas. Se leían versos, se discutía sobre los méritos y los defectos de las últimas obras publicadas, se comentaban hasta las cosas más nimias y de menor importancia. Cada asistente gozaba de un alias, casi siempre extraído de un título de una novela: Conrart se llamaba «Théodamas» ; Pellisson, «Acanthe» ; Sarrasin, «Polyandre» ; Godeau, «le Mage de Sidon» ; Arragonais, «la princesse Philoxène», Madeleine de Scudéry, «Sapho».
De estas reuniones, la más conocida tuvo lugar el 20 de diciembre de 1653, conocida como la "jornada de los madrigales" (en francés, «journée des madrigaux»): Conrart había regalado a la dueña del salón un madrigal a la que esta respondió con otro, y los asistentes, llevados por la emoción de la imitación, improvisaron toda una serie de madrigales. En otra de las reuniones se redactó el mapa de Tendre, país imaginario que usará Madeleine de Scudéry en su novela Clélie
Otras de estas reuniones tenían lugar en casa de Madeleine de Souvré, marquesa de Sablé, durante su retiro a una de las dependencias de Saint-Jacques, propiedad del monasterio de Port-Royal, en París.

En este retiro a medias, dice Sainte-Beuve, en el que había un día en el que el convento abría la puerta al mundo, esta antigua amiga de La Rochefoucauld, activa de pensamiento y que siempre se interesaba en todo, continuaba reuniendo a su alrededor, hasta 1678, cuando murió, los nombres más distinguidos y diversos: antiguos y fieles amigos que venían desde muy lejos para visitarla; los casi solitarios, gentes que, como ella, tenían el espíritu bello y disfrutaban de la jubilación; los solitarios de profesión con su voto de silencio.

Jeanne Baptiste d'Albert de Luynes, condesa de Verrue, antigua favorita del duque Víctor Amadeo II de Saboya, amiga de las letras, las ciencias y las artes, acogió en su casa, en el hôtel de Hauterive, una sociedad de escritores y filósofos como Voltaire, el abad Jean Terrasson, Rothelin, Chauvelin, Jean-François Melon, Jean-Baptiste de Montullé, Armand de Madaillan, marqués de Lassay y su hijo Léon de Madaillan de Lesparre, conde de Lassay, además de muchos otros que se interesaron por ella.
Ninon de Lenclos tuvo igualmente, durante su madurez, un salón en el que se reunían mujeres de la corte como Marguerite de la Sablière, Marie Anne de Bouillon, Marie-Angélique de Coulanges, Anne-Marie de Cornuel, etc. Françoise de Maintenon, en aquella época en la que todavía era esposa de Scarron, ostentó también un salón de gran importancia. En los salones de los hôteles Albret y Richelieu se citaban todas las personas distinguidas, como Madame de Sévigné, Marie-Madeleine de La Fayette y Marie-Angélique de Coulanges.

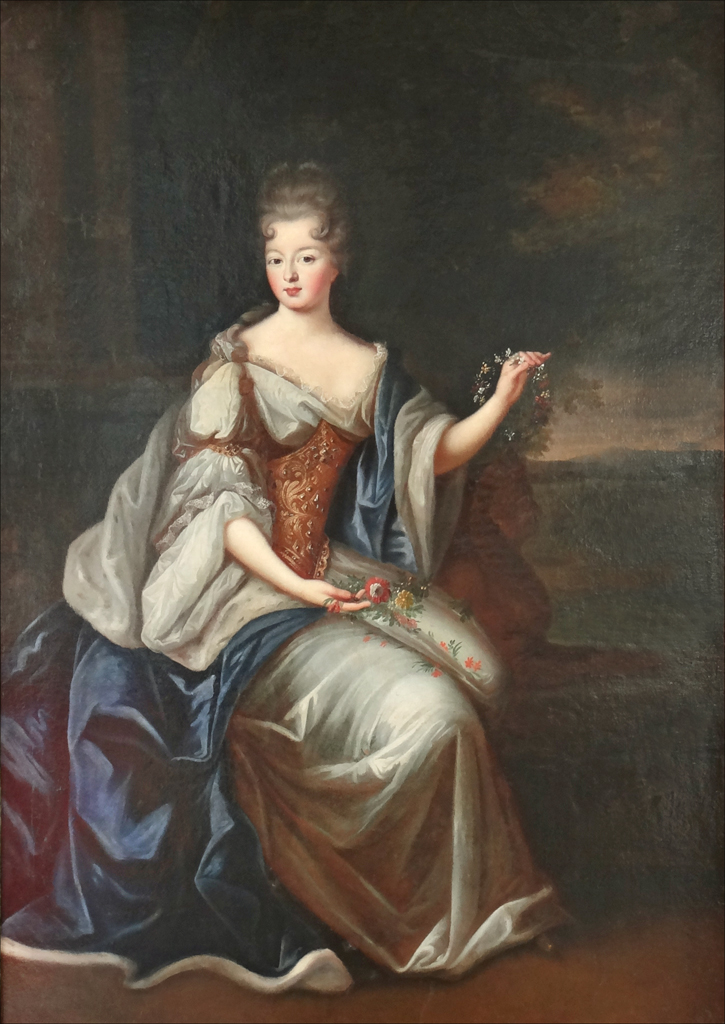
Anne-Louise Bénédicte de Bourbon-Condé, duquesa de Maine, salonnière de principios del.

Desde su comienzo en el siglo XVIII, el salón de la duquesa de Maine, permaneció abierto en su castillo de Sceaux, donde acogía a escritores y artistas a la vez que organizaba fiestas de disfraces. Esta unión de galantería y frivolidad pretendía marcar un contraste con el palacio de Versalles, donde se encontraba el rey Luis XIV en sus años de declive. Entre las personas que acudían a las fiestas de Sceaux, se podía distinguir a Fontenelle, La Motte Houdar y Chaulieu. Una de las mujeres de confianza de la duquesa, Marguerite de Launay, futura baronesa de Staal, comenzó a destacar y jugó un gran papel en esta sociedad en la que también se movían Voltaire, Gabrielle Émilie Le Tonnelier de Breteuil, Marie Du Deffand, Montesquieu, D’Alembert, el presidente Hénault, el futuro cardenal de Bernis, Henri François d'Aguesseau, el poeta Jean-Baptiste Rousseau, el dramaturgo Antoine Houdar de la Motte, Sainte-Aulaire, el abad Mably, el cardenal de Polignac, Charles Auguste de La Fare, André Dacier, el abad de Vertot, el conde de Caylus, etc.
En la misma época, el salón de Anne-Thérèse Courcelles, marquesa de Lambert, frecuentado por los mismos escritores, se abrió en 1710 y cerró en 1733. La mayoría de sus huéspedes comenzaron a reunirse entonces en el famoso salón de Madame de Tencin, que brilló hasta la muerte de esta en 1749. La marquesa de Lambert los recibía cada martes.

Era, dice Fontenelle, la única casa que se libró de la epidemia del juego, la única en la que nos encontrábamos para hablar de forma razonada los unos con los otros, con espíritu y según la ocasión.

Se veía, sobre todo, con Fontenelle y Houdar de la Motte, al abad Mongault, al matemático Dortous de Mairan, al abad de Bragelonne y al presidente Hénault. Durante estos martes se discutían las cuestiones relativas al debate de los antiguos y los modernos, a la inutilidad de los versos y lo absurdo de la personificación mitológica... cuestiones que suscitaron una gran polémica en la época.
El salón del hôtel de Sully también se fundó durante la primera mitad del siglo XVIII y no es menos digno de atención.

El espíritu, el nacimiento, el buen gusto, los talentos, dice el redactor del Journal des débats Jean-François Barrière, tenían lugar en estas citas. Jamás fue una sociedad mejor escogida ni más variada; el saber se mostraba sin ser pedante y la libertad que autorizaba las costumbres parecía templada.

Los habituales de este hôtel fueron Chaulieu, Fontenelle, Caumartin, el conde de Argenson, el presidente Hénault, Voltaire, el caballero Ramsay, la marquesa Marie de Villars, la marquesa Anne-Agnès de Flamarens, la duquesa Amélie de Gontaut, etc.
Entre los numerosos salones literarios que fueron abiertos en París a mediados del siglo XVIII, hace falta citar el de la marquesa Marie du Deffand, cuya rara y sólida razón que aportaba en las discusiones que presidía era citada por Voltaire en estos términos:
Lo que es bello y luminoso es vuestro elemento; no temáis disertar, no enrojezcáis al unir la gracia de vuestra persona con la fuerza de vuestro espíritu.
La sociedad que se reunía, a partir de 1749, en casa de la marquesa de Deffand, en la rue Saint-Dominique, en el antiguo convento de las Hijas de San José, disminuyó de golpe por la ruptura con su sobrina Julie de Lespinasse, que la sirvió como dama de compañía y que mantenía muy buenas relaciones con la mayoría de los escritores, especialmente los enciclopedistas, con D'Alembert a la cabeza, hasta que abrió, en 1764, su propio salón en la rue de Bellechasse, donde Madame de Luxembourg había hecho amueblar un apartamento. Los contemporáneos elogiaban el tacto con el que Julie de Lespinasse supo presidir su salón. Entre treinta y cuarenta personas se reunían cada tarde con ella, únicamente para charlar, ya que ella recibía un salario muy humilde como para darles de cenar. Dirigía la conversación con un arte admirable, de forma que cada uno tenía su papel a la vez que este círculo no estaba compuesto de personas que, a priori, se conocían de antes.
El salón de Marie-Thérèse Geoffrin, que se inspiró en gran parte el de Madame de Tencin, estaba dividido en tres categorías. Estaban admitidas las personas de la alta nobleza y los extranjeros, a los que ofrecía una cena bastante simple, mientas que las comidas, más copiosas, estaban destinadas a otro tipo de invitados. Los lunes recibía a los artistas, pintores, escultores y arquitectos; los miércoles, a gentes de letras como Diderot, D’Alembert, Dortous de Mairan, Marmontel, Raynal, Saint-Lambert, Thomas, d’Holbach, el conde de Caylus, etc.
Junto a estos salones también se podían encontrar los de Louise d'Épinay, de Quinault Cadette y de Doublet de Persan. El salón de Louise d’Épinay estaba restringido a un pequeño círculo de hombres de letras y filósofos como el barón Grimm, Diderot y d’Holbach. Las reuniones que tenían lugar en casa de la distinguida actriz de la Comédie-Française, Jeanne-Françoise Quinault, conocida como Quinault Cadette, comprendían un gran número de habituales como Diderot, Duclos, Rousseau, Destouches, Marivaux, Caylus, Voltaire, Piron, Voisenon, Grimm, Lagrange-Chancel, Collé, Moncrif, Grimod de La Reynière, Crébillon hijo, Saint-Lambert, Fagan de Lugny,el abad de La Marre, el caballeroDestouches y hombres de poder como Maurepas, Honoré-Armand de Villars, el duque de Lauragais, el duque de Orleans, el Gran Prior de Orleans, el marqués de Livry, Antoine de Fériol de Pont-de-Veyle, etc. La conversación tenía lugar, sobre todo, en la mesa, durante la cena. En mitad de la mesa había un pequeño cuaderno donde cada uno de los invitados podía escribir algo que le apeteciese.
Finalmente, poco antes de la Revolución francesa, aparecen salones como los de Germaine de Staël, por entonces una niña prodigio.

## Círculos y salones de la Revolución a la Restauración

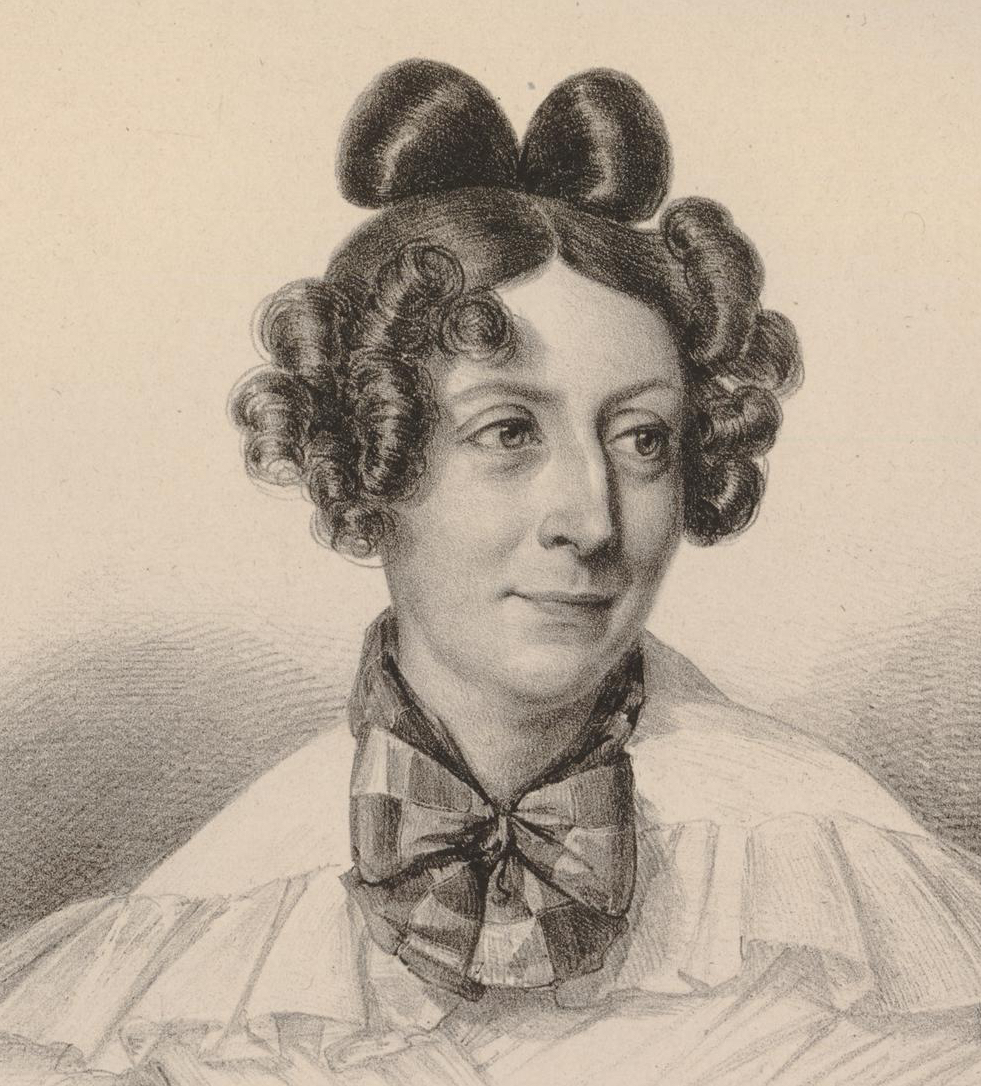
Laure Junot d'Abrantes, bajo cuya pluma aparece el término salón al comienzo del.

Contrariamente a lo afirmado por algunos historiadores, la palabra salón solo aparece en el siglo XIX, entre otros, de la pluma de la duquesa Laura Permon tan importante en Francia y Europa al final de siglo XVIII como en los primeros años del siglo XIX. Todavía hay varias expresiones en ese momento para designar lo que más tarde se llamarán "salones literarios". De hecho, durante el reinado de Luis XVI eran comúnmente citados como "oficinas de la mente", expresión utilizada para designar una reunión a intervalos regulares de una dama de mundo con sus visitantes habituales, que formaban su "sociedad".
Las relaciones sociales en las etapas prerrevolucionaria y revolucionaria continúan girando en torno a estos lugares de influencia, cuya característica común, a diferencia de los clubes y academias que aparecen con las logias masónicas, se limita exclusivamente a la esfera privada. Dependiendo del período y en especial de las noticias recientes, estas reuniones ya no están abiertas a todos los interesados y toman un tono menos "literario" —aunque en sentido estricto, nunca lo fueron— en el que la política, más o menos, adquiere un papel tan importante como la literatura, el teatro, los juegos, la pintura o la música. Según el caso, los participantes están de acuerdo con uno u otro filósofo, con un nombramiento o con una decisión ministerial, y a favor o en contra de una obra de teatro, o de un actor o actriz de éxito.
Calonne, Necker, Lomenie de Brienne, La Clairon, por nombrar algunos, a menudo estuvieron en el centro de estas discusiones de "salón" bajo Luis XVI. Senac de Meilhan o el Padre Morellet son los contemporáneos que tal vez más hayan considerado esta dimensión generalmente ocultada. En las casas de Madame Grimod La Reynière o de la marquesa de Cassini, se difunden noticias pero, sobre todo, se intriga para ensalzar o calumniar a un hombre, disminuir una influencia o arruinar una reputación. Cuanto más se acerca la revolución, más se radicalizan y distinguen los "salones".

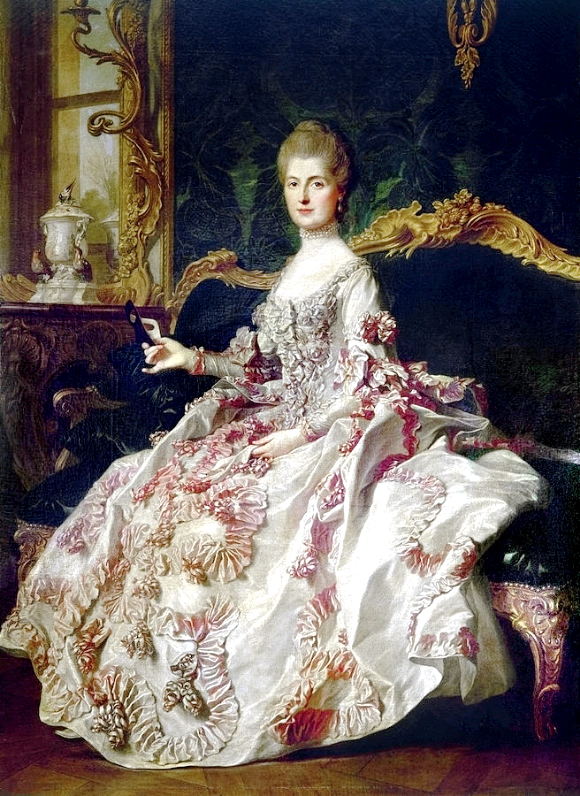
Anne-Catherine de Ligniville Helvétius, salonnière del final del.

Diez años antes de la Revolución, el "bello espíritu" generalmente ha dado paso a los desafíos y a los enfrentamientos políticos en los que participan los escritores (Chamfort, Rivarol, La Harpe, Beaumarchais, etc.). Desde 1784, fecha de la apertura de los arcos del Palais-Royal, entonces bajo las tres primeras legislaturas de la Revolución, los círculos o "salones" son, de alguna manera, el eco de los clubes y academias, de los que son una extensión, y se convierten así, en lugares de influencia política donde se elaboran varios proyectos, algunos de los cuales encontrarán una traducción legislativa.
Entre estos lugares, cuya importancia política no puede ignorarse, se distinguen, según el sentido que se dé a las palabras, los círculos "revolucionario" y "contrarrevolucionario". Los anfitriones —la mayoría de los escritores— recibidos en el salón de Anne-Catherine Helvetius en Auteuil, o de Fanny de Beauharnais, en la rue de Tournon - donde se hace una lectura sobre Carlos IX - se consideran como "revolucionarios", en contraposición a las reuniones con la duquesa de Polignac, la condesa de Brionne y la duquesa de Villeroy, cuyos visitantes habituales, muy politizados también, tratan de sabotear la convocatoria de los Estados generales en 1789. "Revolucionario" en 1789, el círculo de Charles Lameth, con el giro de los acontecimientos, pronto se percibe como "contrarrevolucionario" y si Robespierre asistió regularmente desde 1789 a mayo de 1790, se abstiene de acudir después de la división de los jacobinos y la creación del club des Feuillants.
Los escritores rondan todos esos "salones" tan importantes para la historia de las ideas, y todas las sensibilidades están representadas. La literatura y el teatro, liberados de la censura generalizada del Antiguo Régimen, están sujetos a interminables discusiones y choques. Bajo la Asamblea nacional legislativa los salones de moda son los de las Madames Pastoret, en la Plaza de la Revolución junto a Auteuil, del que Morellet habla extensamente en sus cartas; el de Sophie de Condorcet, en la calle Bourbon; a continuación, el de Anne-Louise Germaine Necker, amante del ministro Narbona, en la calle Bac; el de Manon Roland, conocido como "la cara de los girondinos", en la calle La Harpe; y el de Julie Talma en la calle de la Chantereine. Por el contrario, en el salón de Madame Montmorin, esposa del ministro de Asuntos Exteriores, al que acude Rivarol, que es uno de sus pilares, se busca atraer a los escritores para una "buena causa". También se conspira en casa de Madame Eprémesnil, en la rue Bertin-Poirée, donde desde 1789 los miembros de la oposición parlamentaria más vengativa se han estado agrupando. Allí puede verse a Malouet, Montlosier, Parny, Arnault, etc.
A pesar de que el peligro comienza a amenazarlas, algunas mujeres mantienen una actitud decididamente monárquica, como la duquesa de Gramont, hermana de Choiseul, en cuyo círculo se desarrollan innumerables planes contrarrevolucionarios, incluyendo la financiación de varios proyectos de huida de la familia real. La literatura y el teatro, sobre todo porque los escritores están mucho más comprometidos desde el levantamiento de la censura (1789), siguen siendo en gran medida el foco de discusión - las obras de Antoine-Vincent Arnault, de Joseph Chénier, de Colin Harleville, o de Olympe de Gouges, crean o acompañan los movimientos de opinión desde el comienzo de la Revolución, y contrariamente a lo que suele decirse, no hay una verdadera ruptura, sino que se mantiene la continuidad en la tradición de los salones entre los siglos XVII y XIX.
Después de que los primeros derechos humanos fueron promulgados al derogarse la ley que permitía la ejecución de los sospechosos, muchos "salones" se ponen al día. Entre los principales figuran las casas de Julie Talma, Sophie de Condorcet o de Laure Regnault de Saint Jean d'Angely, en la rue Charlot, donde se presentan Madame Chastenay y von Humboldt para hablar de sus escritos. Estas mujeres cultas tienen, es cierto, el don de atraer a sus hogares autores, artistas y actores de talento. Estas reuniones son los lugares más importantes de la inteligencia y la cultura. En ciertas salas "elegantes" se continúa conspirando. En casa de Madame Saint-Brice, en el barrio de Sentier, se reunieron los conspiradores de Thermidor del Año II —incluyendo a Tallien— y en la de la condesa de Esparbès, antigua amante de Luis XV, donde se reunieron Richer-Sérizy y muchos de los que serán perseguidos después del 18 de Fructidor del año V. Cierto número de mujeres, desde la Revolución, hacen lo que se llama los "honores" de los salones, dando residencia a hombres con los que no están casadas. Estos son a menudo lugares altamente políticos, como el "50" de las arcadas del Palacio Real, donde el financiero Aucane ha organizado una casa de juego, que al mismo tiempo es el salón de Jeanne de Sainte-Amaranthe; el círculo de la señora de Liniers detrás del que se hace valer François Chabot; o incluso los apartamentos de Paul François Jean Nicolas Barras, que Catherine de Nyvenheim, duquesa de Brancas, su amiga, convierte durante un tiempo en salón político. Los salones donde se toca música, donde se sirven comidas refinadas, donde se defienden causas políticas, y se habla de teatro y literatura son extremadamente numerosos bajo la Revolución, y, además de los mencionados anteriormente, se pueden citar el de la baronesa Burman, una amiga de Beaumarchais; el de la marquesa de Chambonnas, centro de reunión de los colaboradores de los Actes des Apôtres; de Adelaida Robineau Beaunoir, hija natural del ministro Bertin y mujer de letras, que creó en la calle Traversiere un salón de juego a cuyo círculo pertenecían los parlamentarios de la Convención Merlin y Cambaceres; Madame de Beaufort y Pompignan, vista con Delaunay de Angers, Julien de Toulouse, Osselin y otros miembros de la primera Comisión de Seguridad Pública en 1793, en la calle de Saint-Georges; o, por último, la brillante Louise de Kéralio, Madame Robert, que ostensiblemente mostraba los colores republicanos.

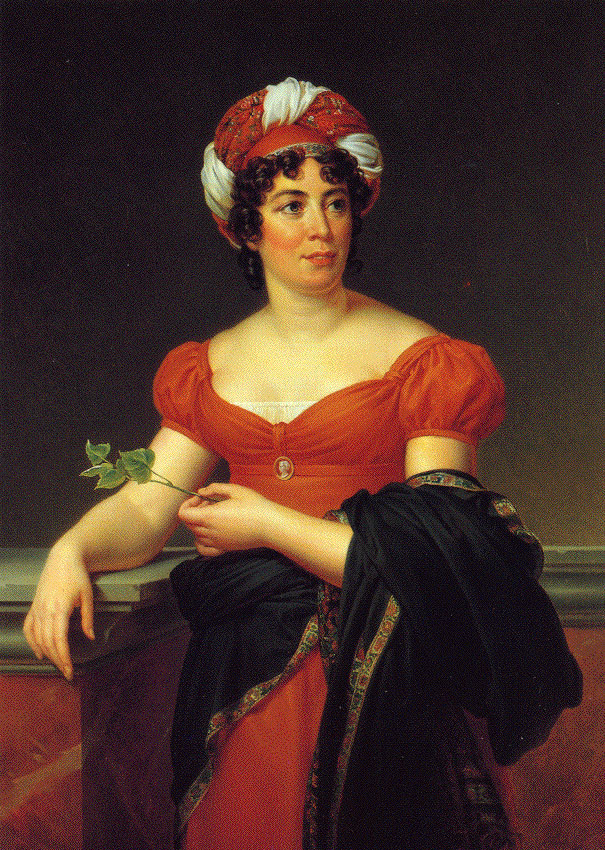
Anne-Louise Germaine Necker, salonnière de comienzos del.

Hacia el final del Directorio, París se había reconectado completamente con las tradiciones de la charla y la conversación. Uno de los más famosos círculos literarios y políticos fue el de Anne-Louise Germaine Necker, donde con frecuencia acudieron Benjamin Constant de Rebecque, Lanjuinais, Boissy d’Anglas, Cabanis, Garat, Daunou, Destutt de Tracy y Chénier. También estaban los círculos filosóficos y literarios de Amélie Suard y de Sophie d’Houdetot, en los que dominaban los hombres de letras y los filósofos, continuadores directos de siglo XVIII. También estaban los salones de mundo, como los de Adélaïde de la Briche, la marquesa de Pastoret y Anne de Vergennes, donde destacaba su hija, Claire Élisabeth de Rémusat. Desde el punto de vista literario, el espectáculo más interesante en esta ocasión se situaba en la rue Neuve-du-Luxembourg, donde estaba el salón de Pauline de Beaumont, hija del conde de Montmorin: 

En este lado, dijo un crítico, estaba la juventud, el nuevo sentimiento y el futuro.

 Habituales de este espectáculo donde todo el mundo, de acuerdo con el viejo estilo, tenía un apodo, eran Chateaubriand, Joubert, Fontanes, Molé, Pasquier, Charles-Julien Lioult de Chênedollé, Guénaud de Mussy y Madame de Ventimiglia; muchos otros llegaron solo de paso, atraídos por la ansiada bienvenida dada a la reputación y el talento. A pesar de su influencia en otro tiempo, solo sobrevivió desde 1800 hasta 1803. Las tradiciones se revivieron después de la mano de Madame Ventimiglia, que recibió a las mismas personas, y a otros invitados con los que compartir nuevas opiniones.
Durante el Consulado, tras el anuncio del Consulado vitalicio, las divisiones políticas reaparecieron con fuerza: salones realistas contra salones bonapartistas. Después de romper el Tratado de Amiens, Bonaparte ordenó la detención y deportación de las Madames Damasco y Champcenetz, así como de otras damas de la Faubourg St. Germain, cuyos salones eran lugares de activismo político. Anne-Louise Germaine Necker y su amiga Juliette Récamier también temían sufrir las consecuencias de su oposición frontal al "usurpador". Las esposas de los ministros y otras mujeres cuyos esposos habían asegurado sus intereses con el régimen imperial, tendían a revivir la antigua tradición, al menos hasta 1814.
Los últimos salones literarios bajo la Restauración dignos de este nombre, fueron los organizados por Juliette Récamier y Delphine de Girardin, lugares frecuentados regularmente, entre otros, por Théophile Gautier, Honoré de Balzac, Alfred de Musset, Victor Hugo, Laure Junot d’Abrantès, Marceline Desbordes-Valmore, Alphonse de Lamartine, Jules Janin, Jules Sandeau, Franz Liszt, Alexandre Dumas padre, George Sand y Fortunée Hamelin.
Uno de los últimos grandes salones literarios de París fue el de Virginie Ancelot en el hotel de la Rochefoucauld. Mejor escritora que su marido, Jacques-François Ancelot, que fue elegido a la Academia Francesa en 1841. Virginie, por su talento, era más digna de figurar en la Academia que en su sala de estar, donde recibió desde 1824 hasta su muerte en 1875 a Pierre-Édouard Lémontey, Lacretelle, Alphonse Daudet, Baour-Lormian, Victor Hugo, Sophie Gay y su hija Delphine de Girardin, el conde Henri de Rochefort, Mélanie Waldor, la actriz Rachel Félix, Jacques Babinet, Juliette Récamier, Anaïs Ségalas, François Guizot, Saint-Simon, Alfred de Musset, Stendhal, Chateaubriand, Alphonse de Lamartine, Alfred de Vigny, Prosper Mérimée y Delacroix; convirtiéndose casi un punto de paso obligado para acceder a instituciones oficiales.
Hablando en su discurso de ingreso, Marguerite Yourcenar, la primera mujer elegida para la Academia Francesa tres siglos y medio después de su creación, dijo: 

Estas mujeres del Antiguo Régimen, eran reinas de los salones, y sobre todo, de las «callejuelas» que inspiraron a los escritores, y que a veces los gobernaron. Estoy tentada de apartarme para cederle el paso a sus sombras.

## Los salones literarios parisinos en elsigloXX
Durante el siglo XX, la historia de los salones llegan a un punto de inflexión; mientras están en su apogeo en el comienzo del siglo, frente a los lugares donde se fragua la vanguardia artística, conocen luego su declive debido a las convulsiones modernas del medio literario y artístico.
Cada vez más, son lugares de la vida literaria donde las reputaciones se hacen y se deterioran. Cada salonnière tiene sus protegidos, artistas a los que invita, viste, defiende y lleva al frente del escenario. Estos son lugares donde se organizan muchas lecturas y representaciones. Algunos artistas son lanzados por estos salones, como Marcel Proust en el de Madeleine Lemaire. Otros se convierten en figuras sociales importantes: Proust, siempre, Cocteau, etc. Durante el período de la Primera Guerra Mundial, el éxito de los salones, aunque afectado por los eventos, permanece. Este éxito no resiste la fiebre de los años 1920, dejando a numerosos artistas desaparecer con los salones que los que habían visto surgir.
Fue al final de la Segunda Guerra Mundial y durante las siguientes décadas que estos salones experimentaron un declive evidente. Desbancados por diferentes nuevos modos de entretenimiento, como la aparición de la televisión en particular, serán cada vez más raros, antes de desaparecer definitivamente.

## Salones franceses famosos

### Salonnières delsigloXVI

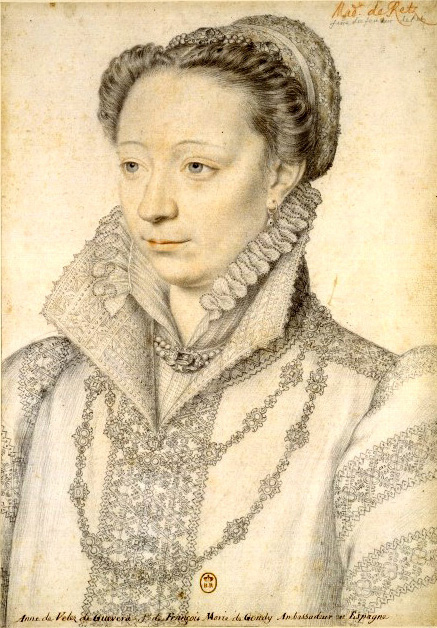
Claude Catherine de Clermont
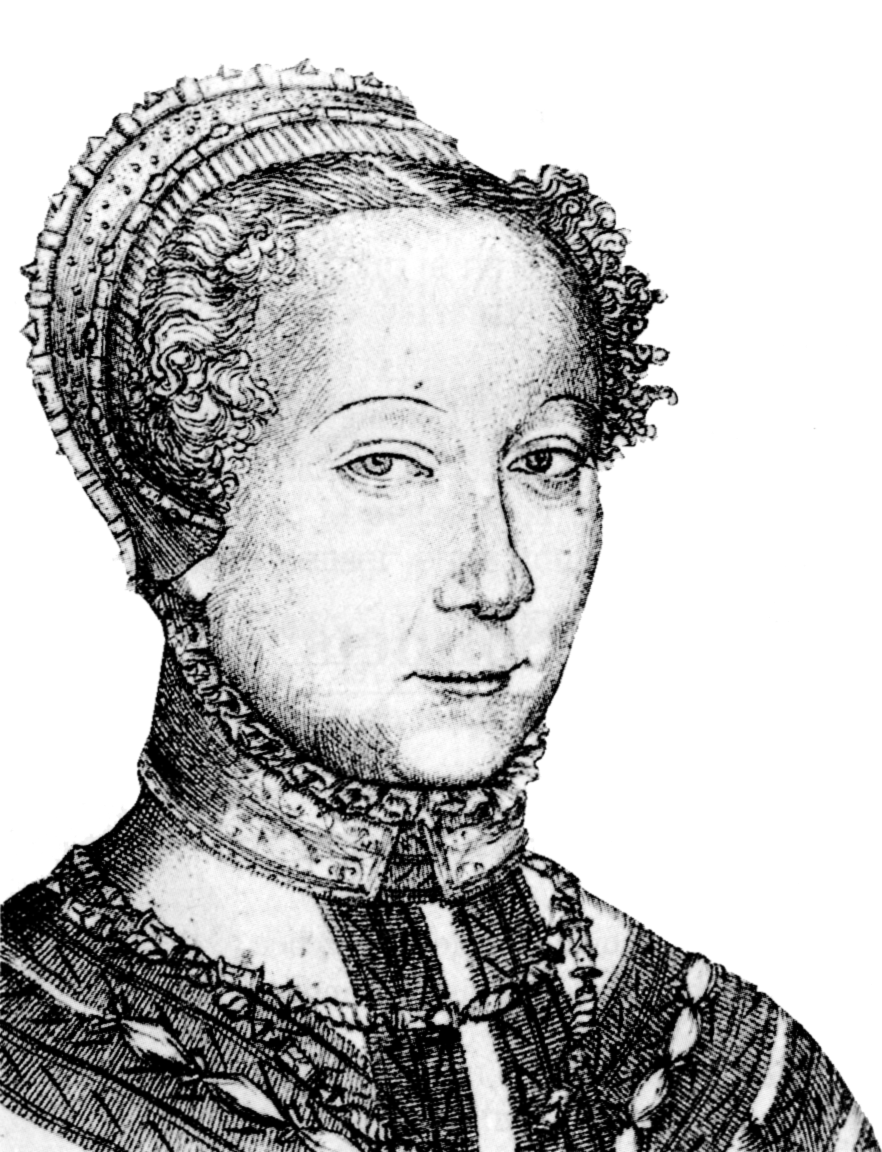
Louise Labé

- Antoinette de Loynes
- Claude Catherine de Clermont, duquesa de Retz
- Louise Labé (llamada "la belle cordière")
- Suzanne de Plessis-Belliére
- Madeleine de l'Aubépine esposa del Secretario de Estado Nicolas IV de Neufville de Villeroy

### Salonnières delsigloXVII
- Barbe Acarie
- Françoise de Maintenon
- Madeleine de Scudéry
- Marguerite de la Sablière
- Ninon de Lenclos
- Ana María Luisa de Orleans
- Marie-Madeleine de La Fayette
- Anne Geneviève de Longueville, por Chauveau
- Marie-Madeleine d’Aiguillon
- Madeleine de Sablé

- L’Hôtel de Rambouillet
- Anne-Marie Bigot de Cornuel

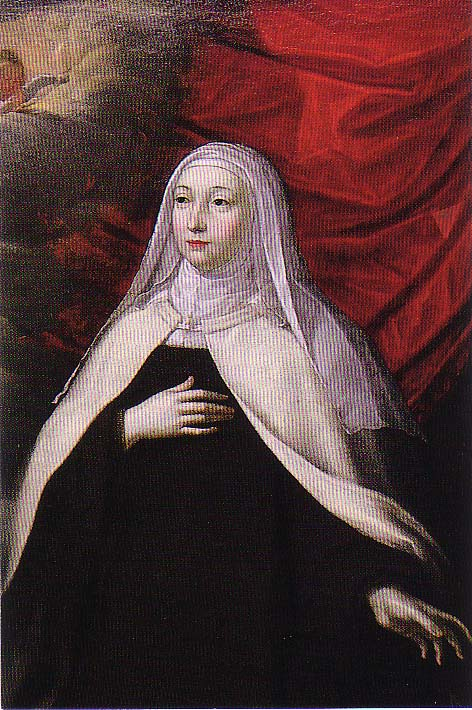
Barbe Acarie
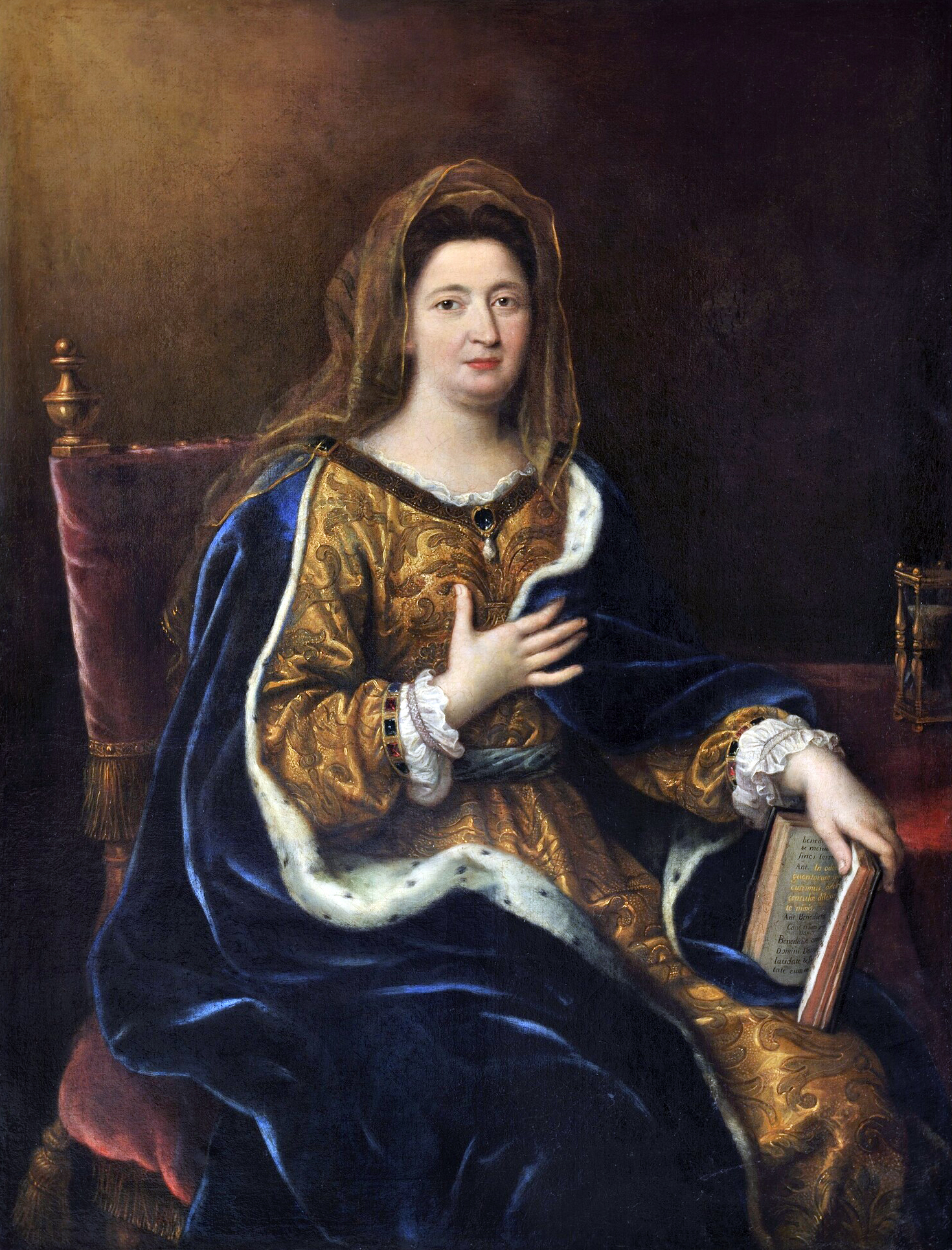
Françoise de Maintenon
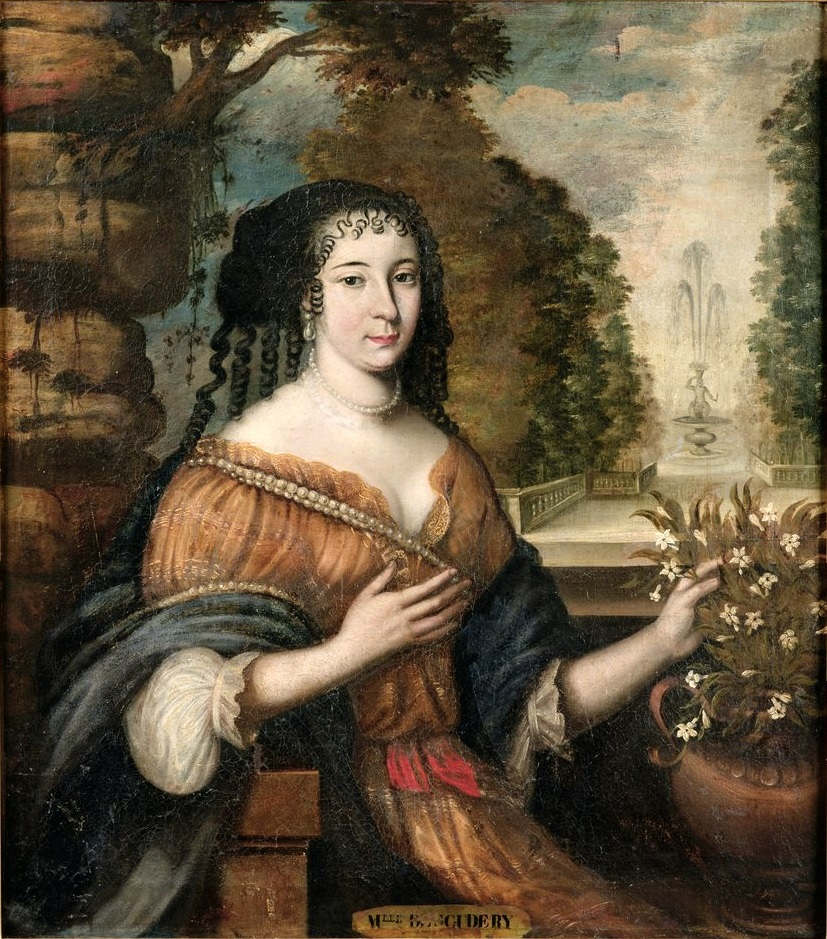
Madeleine de Scudéry
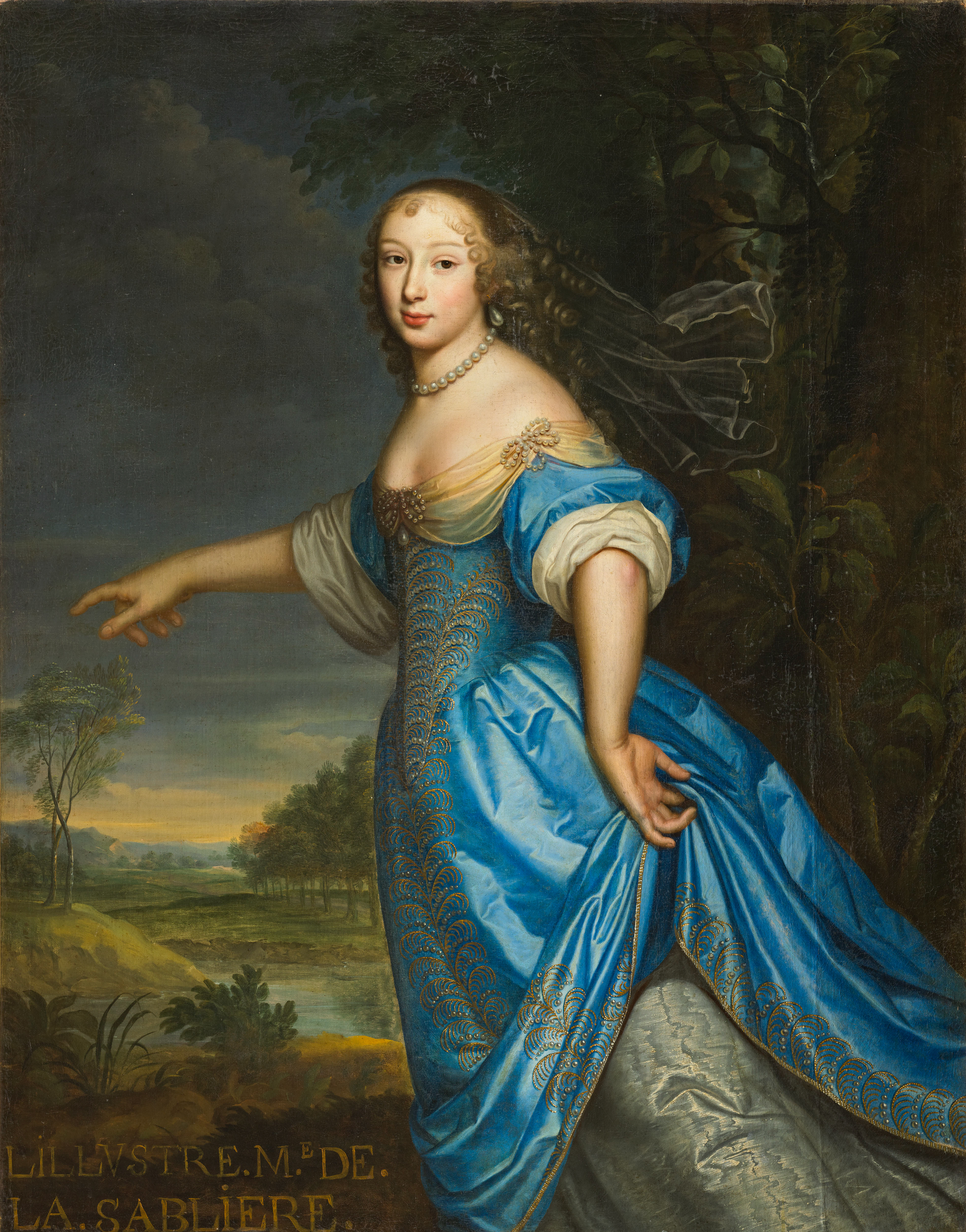
Marguerite de la Sablière
- Marie des Loges
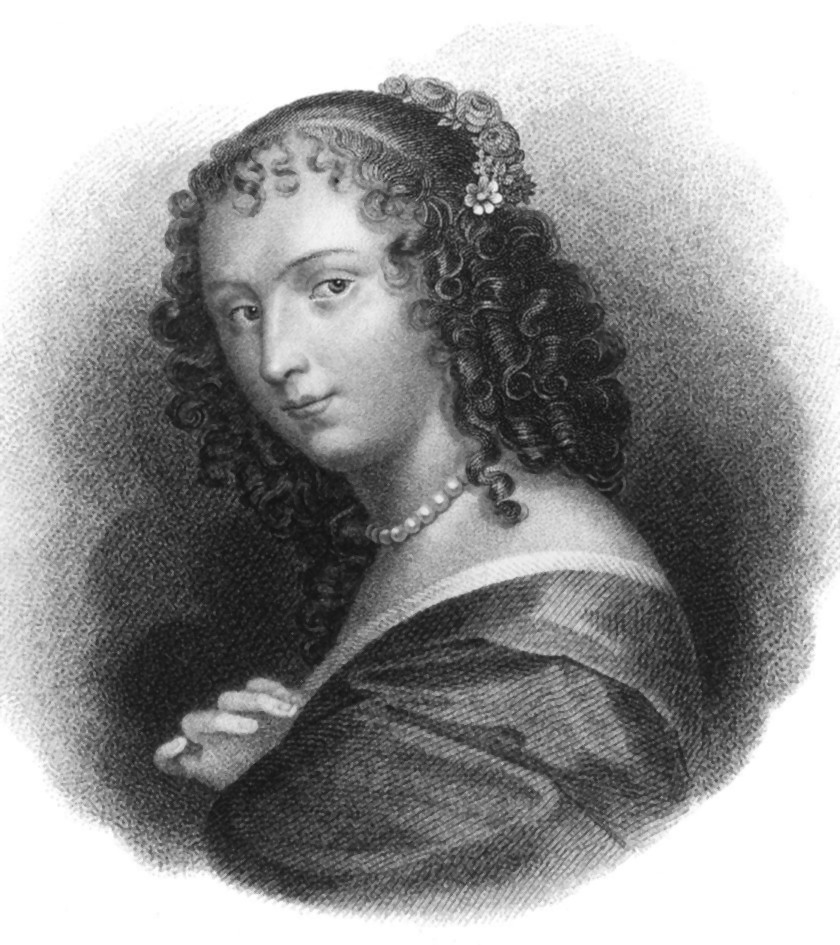
Ninon de Lenclos
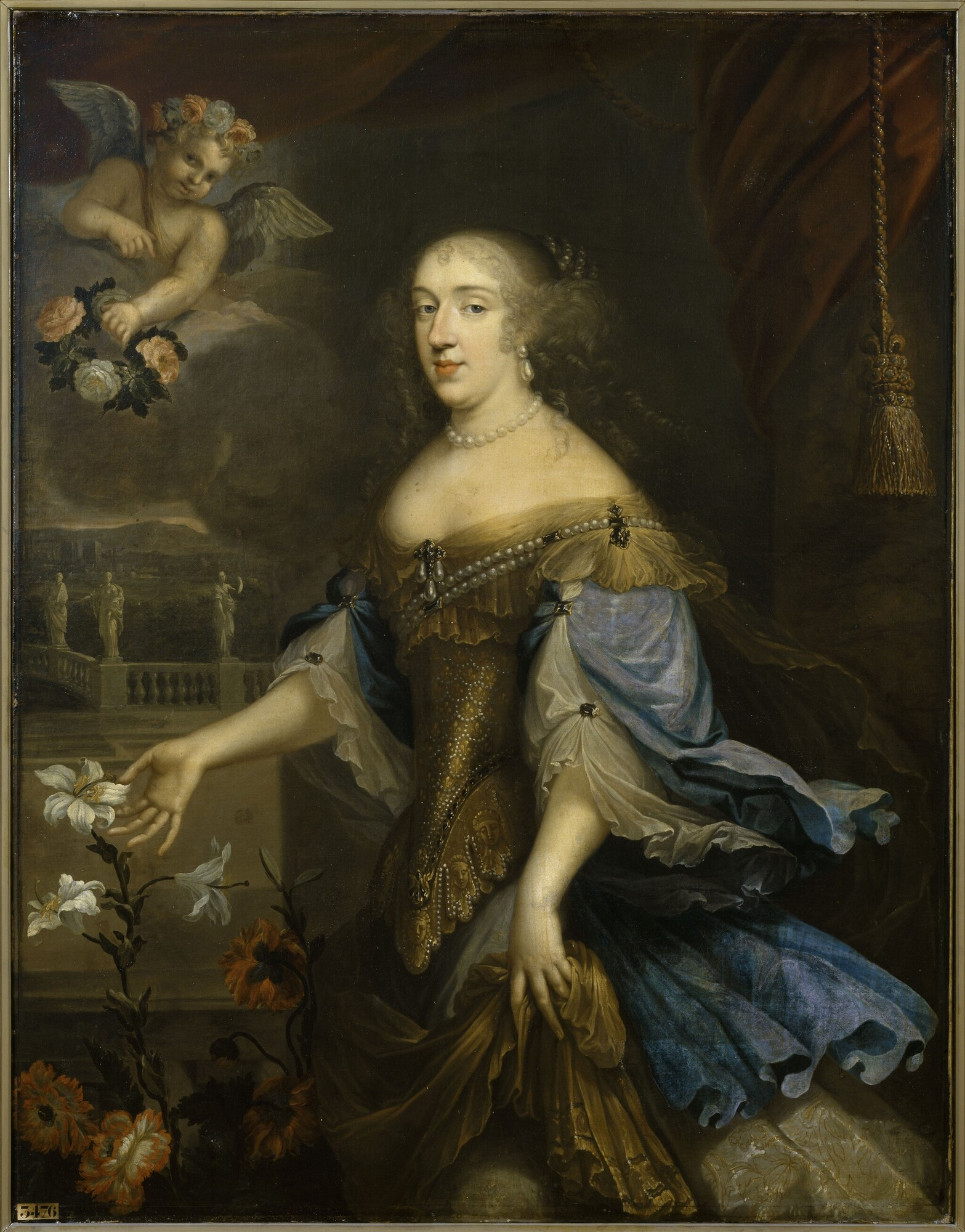
« La Grande Mademoiselle » Ana María Luisa de Orleans
- La condesa Henriette de Suze
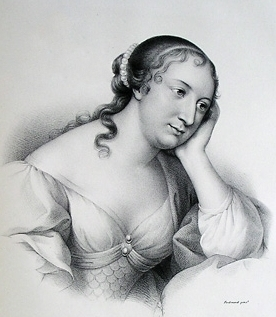
La condesa Marie-Madeleine de La Fayette
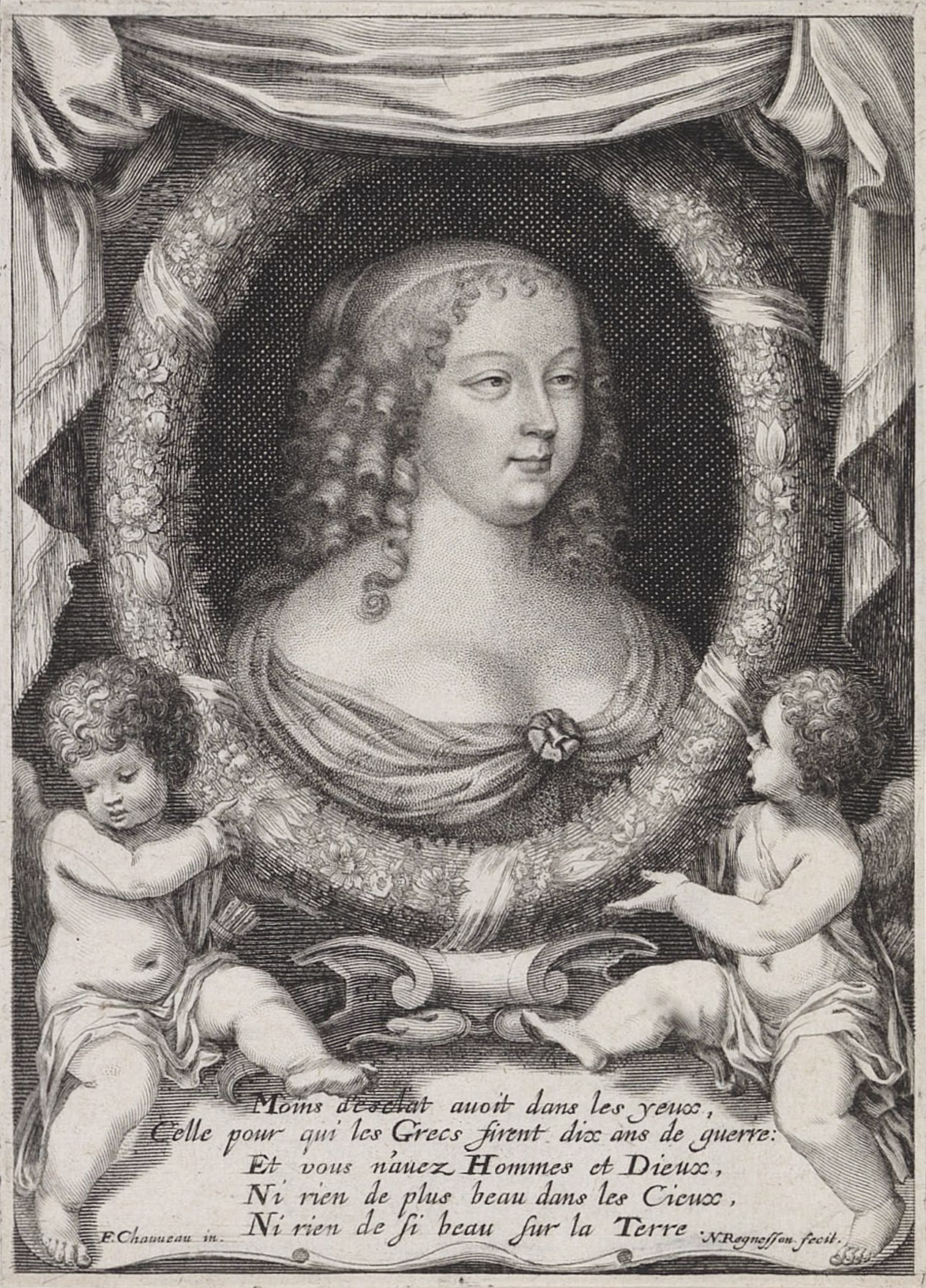
La duquesa Anne Geneviève de Longueville
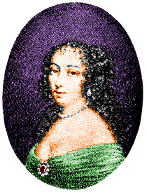
La duquesa Marie-Madeleine d’Aiguillon
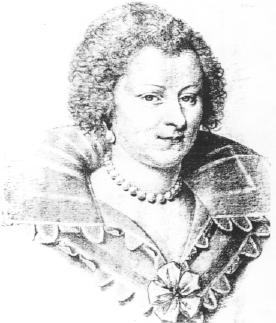
La marquesa Madeleine de Sablé

### Salonnières delsigloXVIII

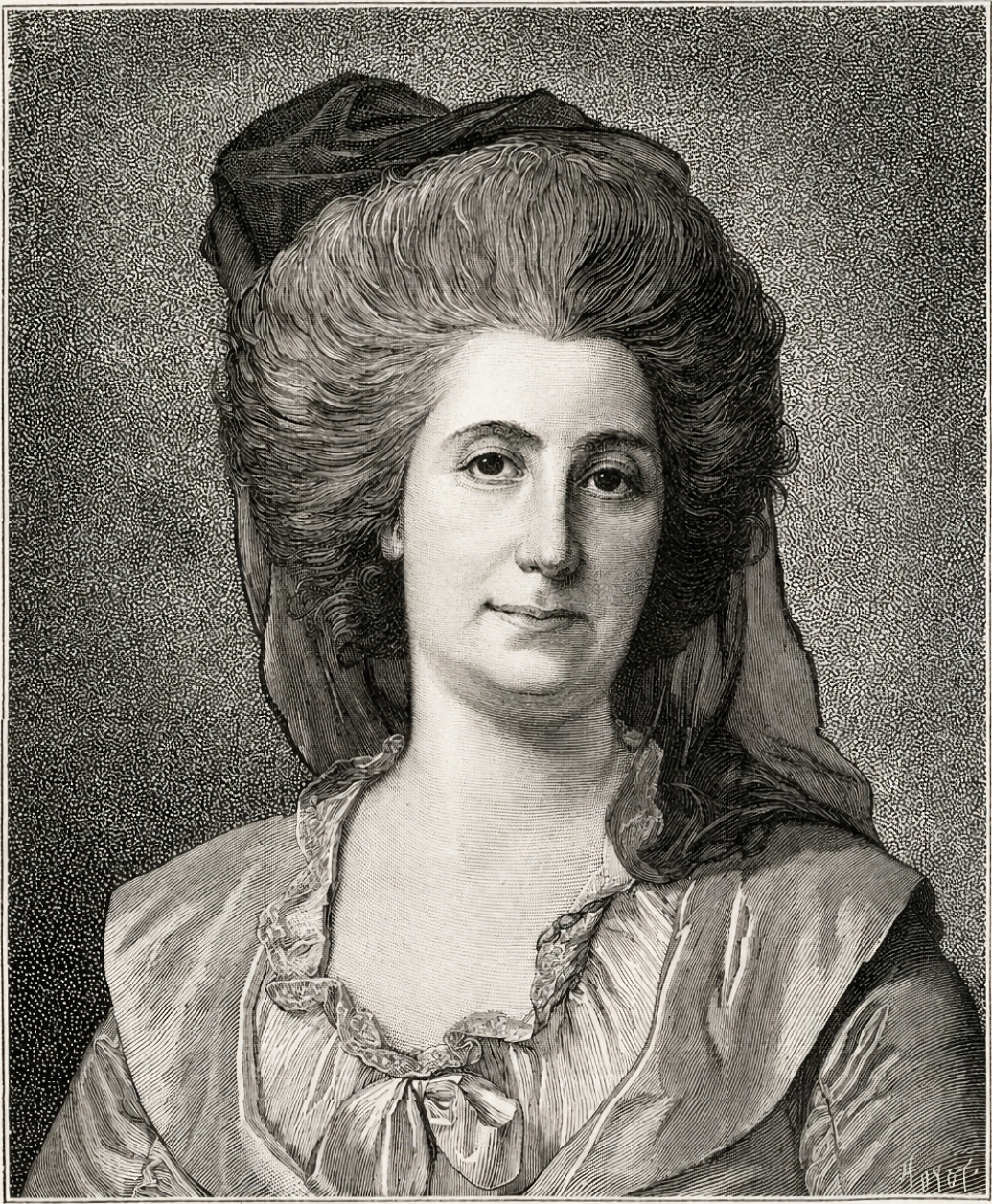
Anne-Catherine Helvétius
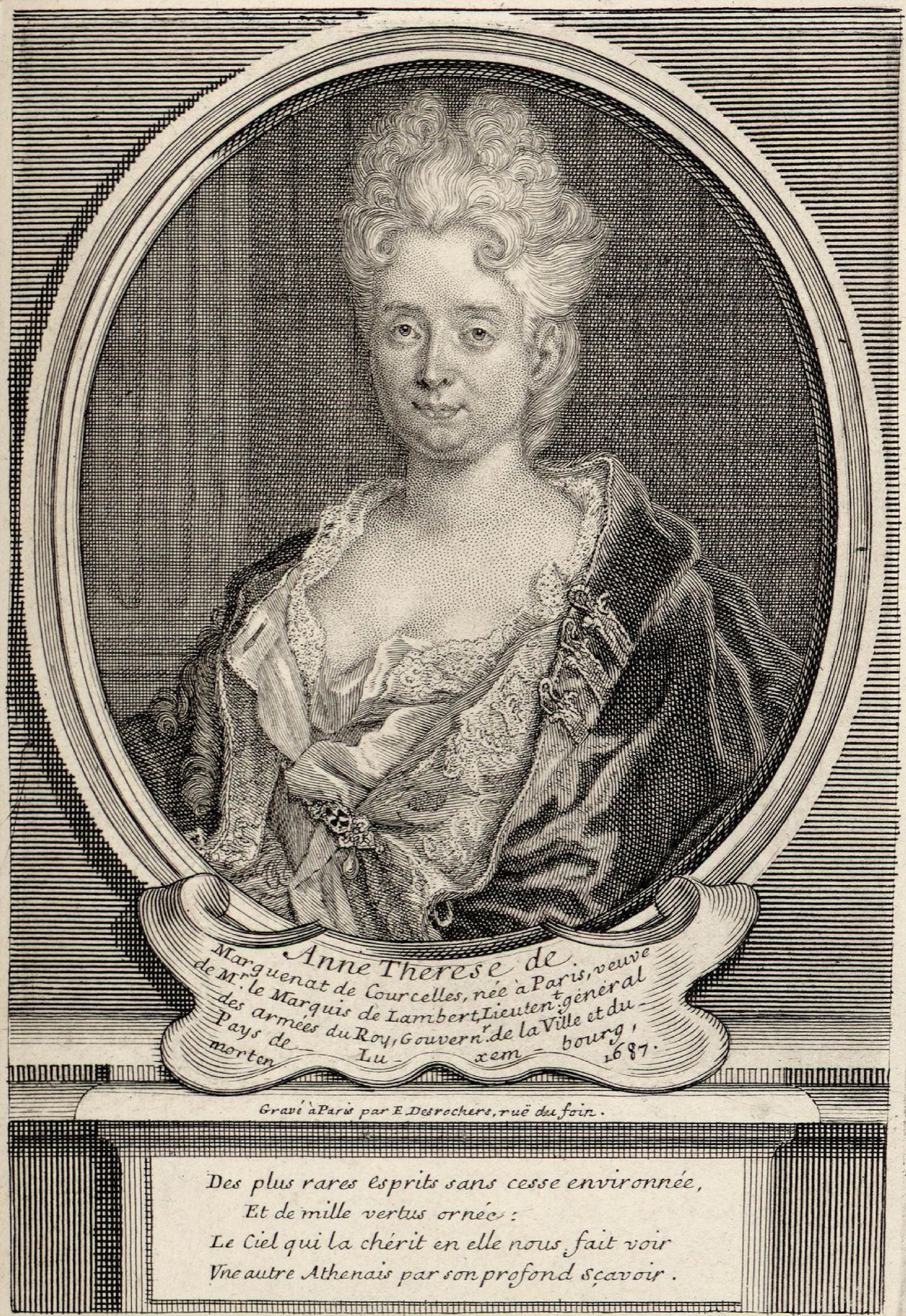
Anne-Thérèse de Marguenat de Courcelles, marquesa de Lambert
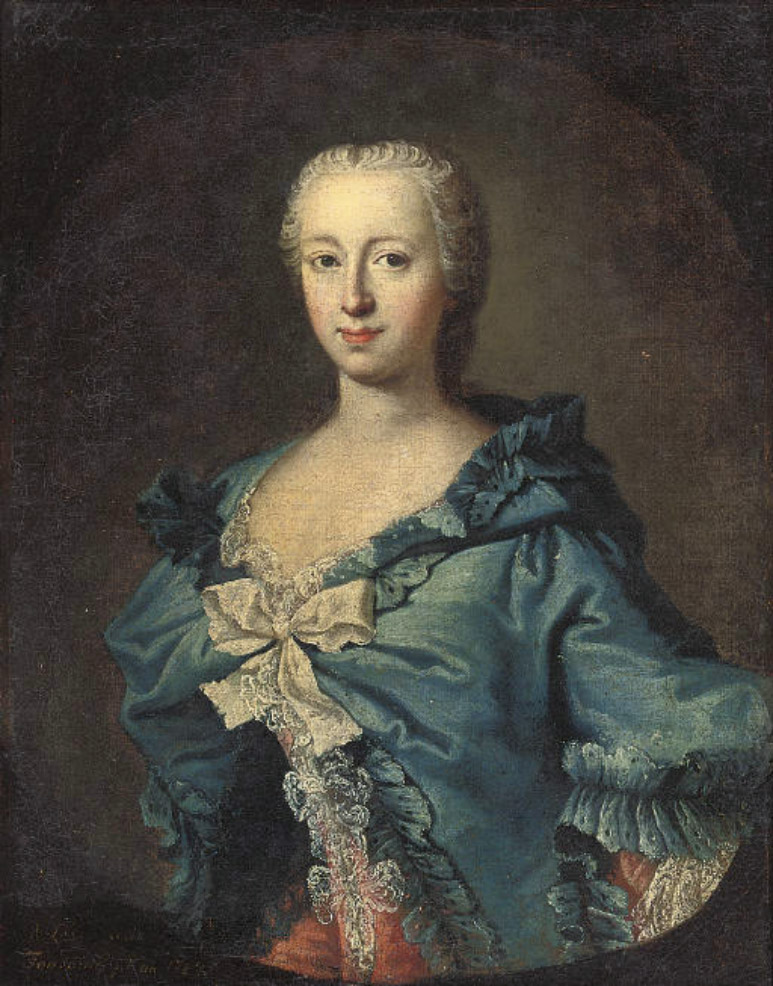
Adrienne Lecouvreur
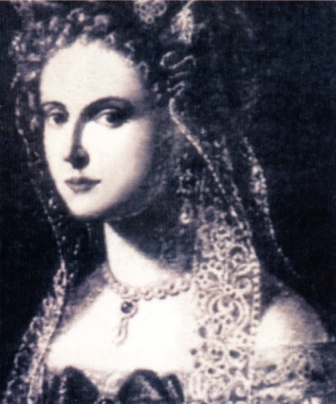
Aurora Sanseverino
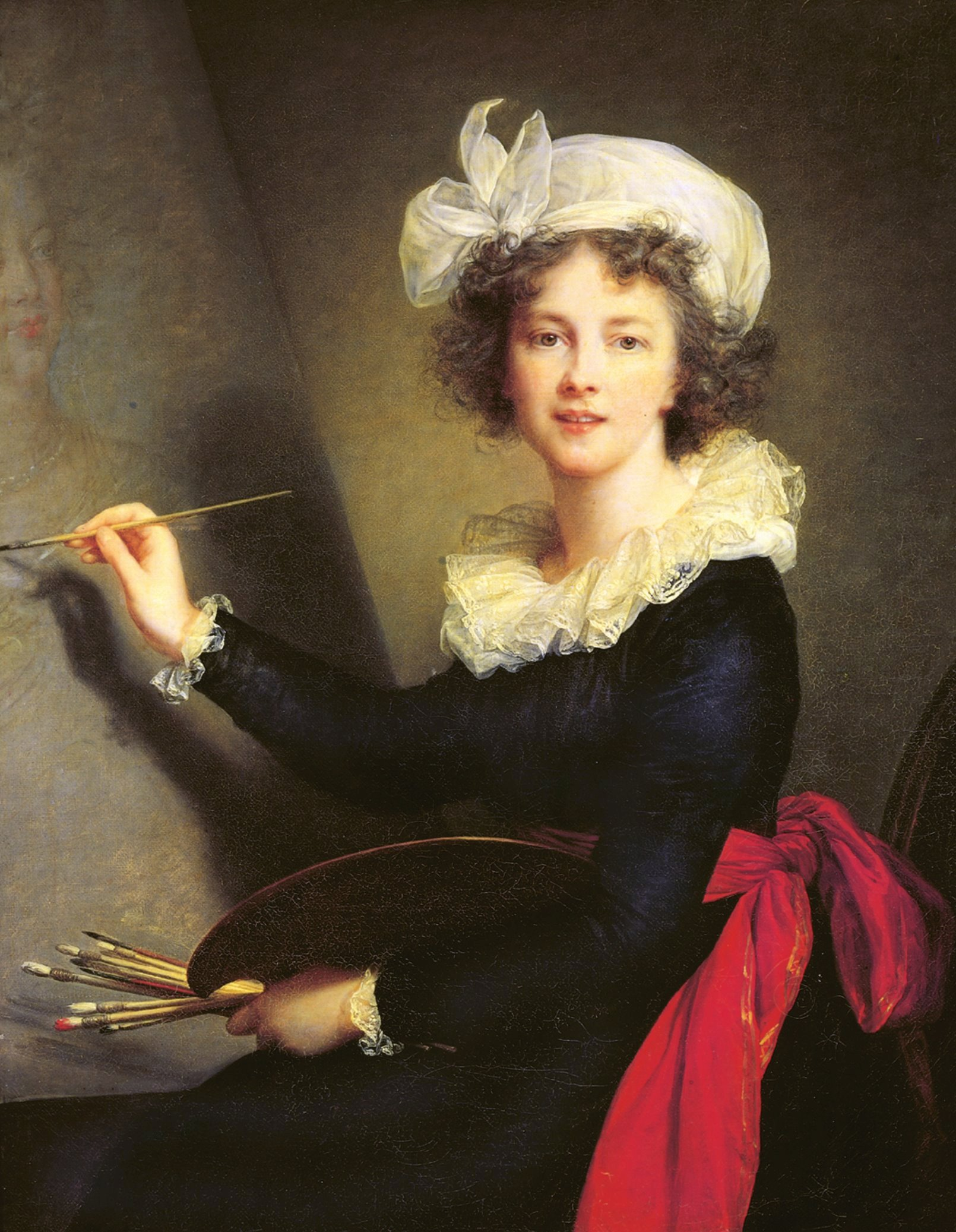
Marie-Louise-Élisabeth Vigée-Lebrun
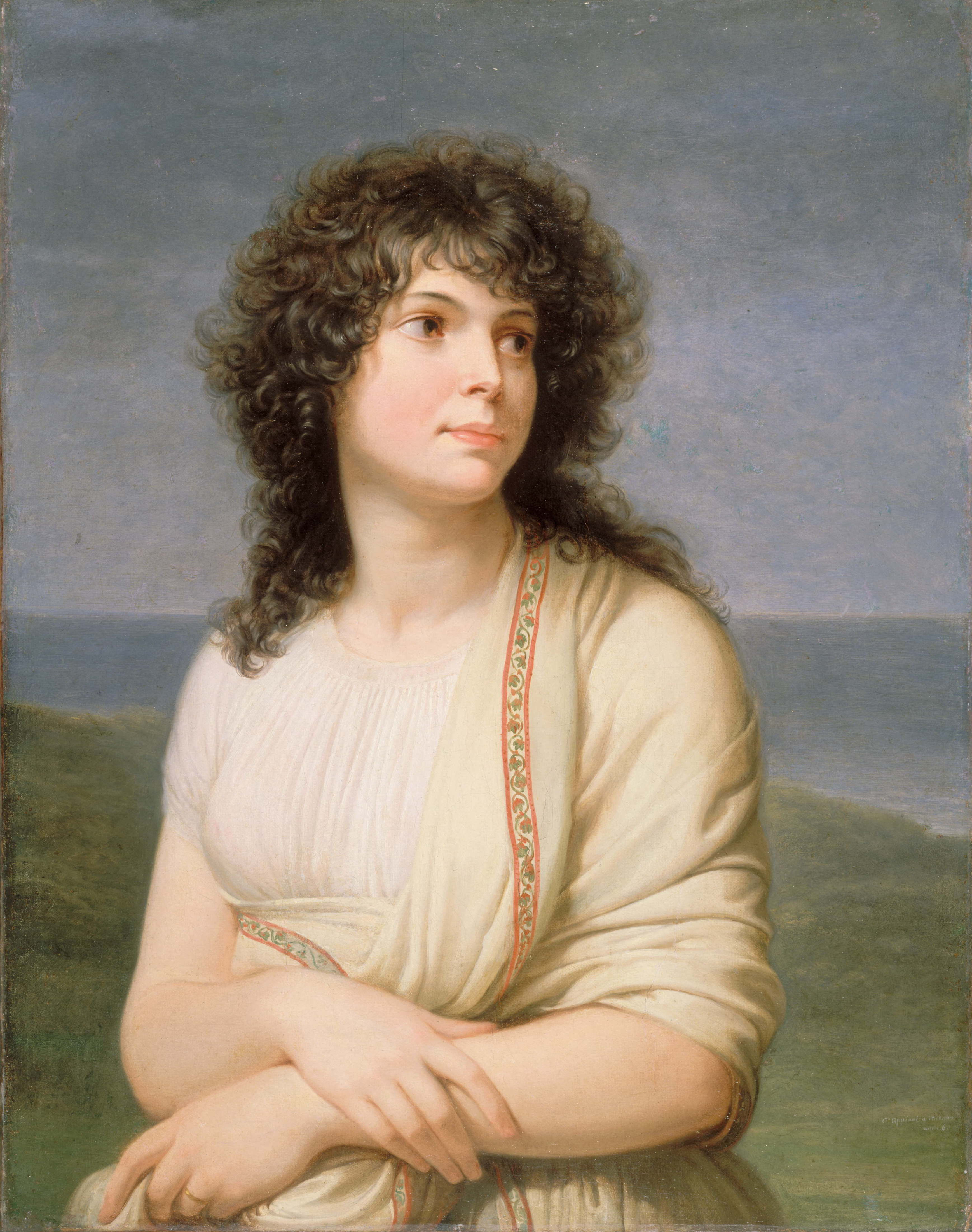
Fortunée Hamelin
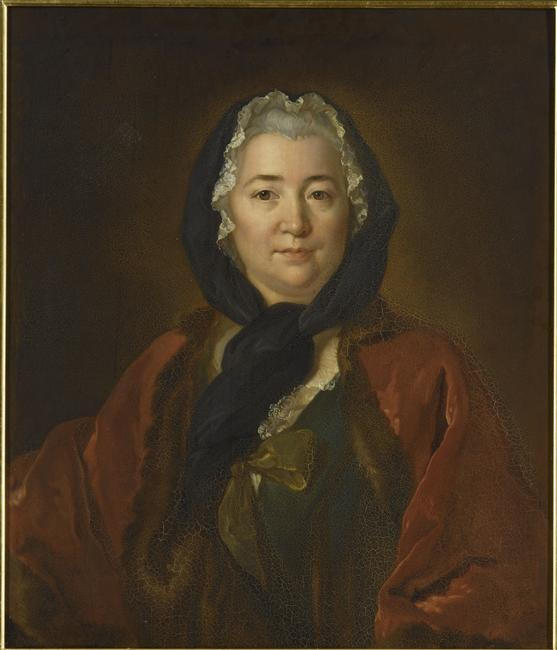
Françoise de Graffigny
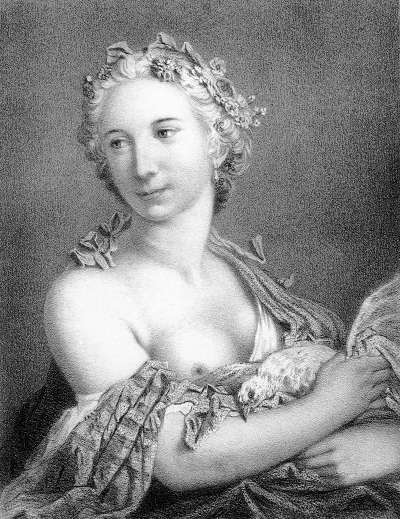
Jeanne-Françoise Quinault
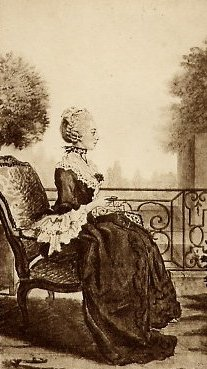
Julie de Lespinasse
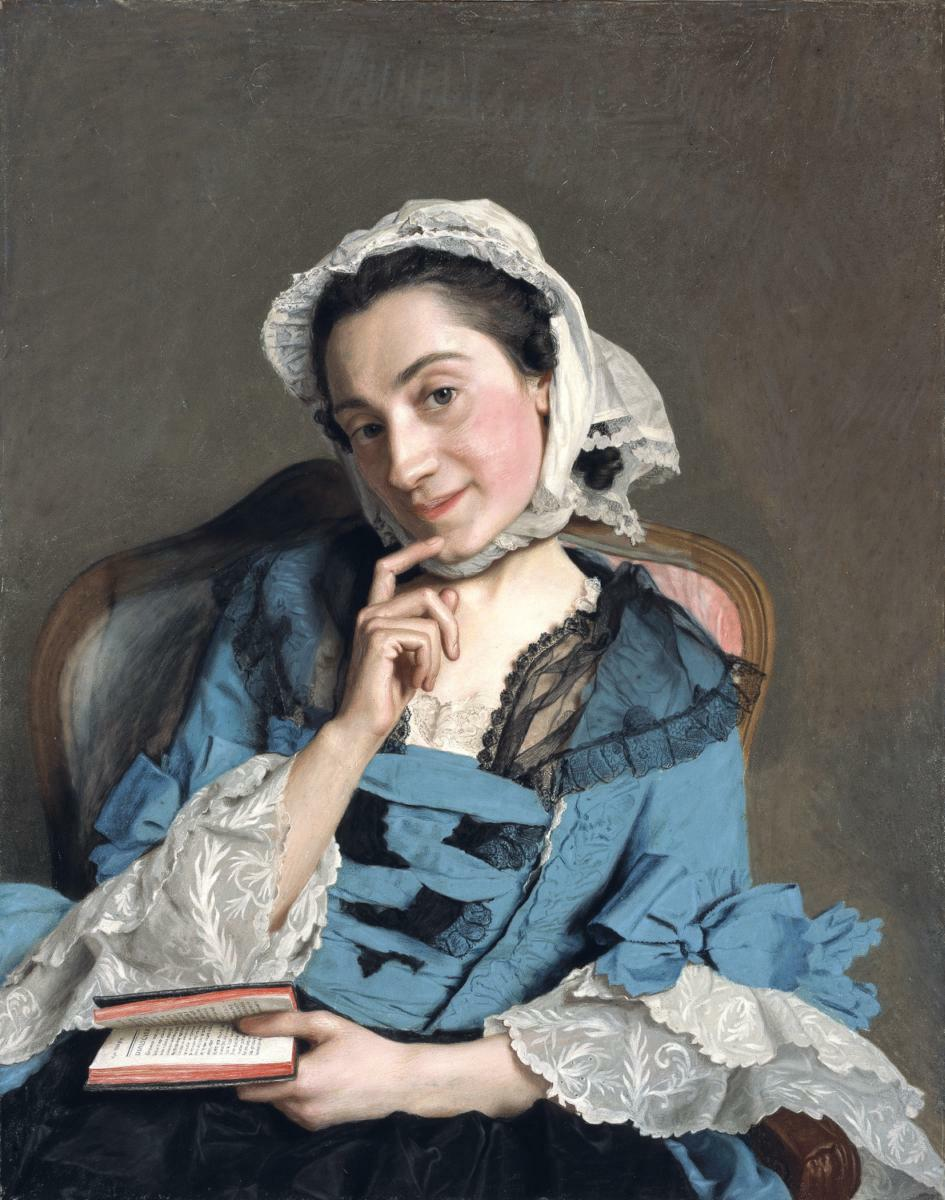
Louise d'Épinay
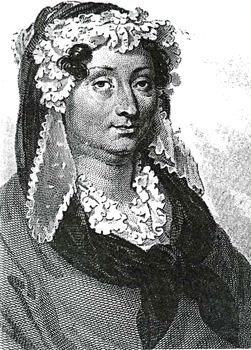
Adélaïde Dufresnoy
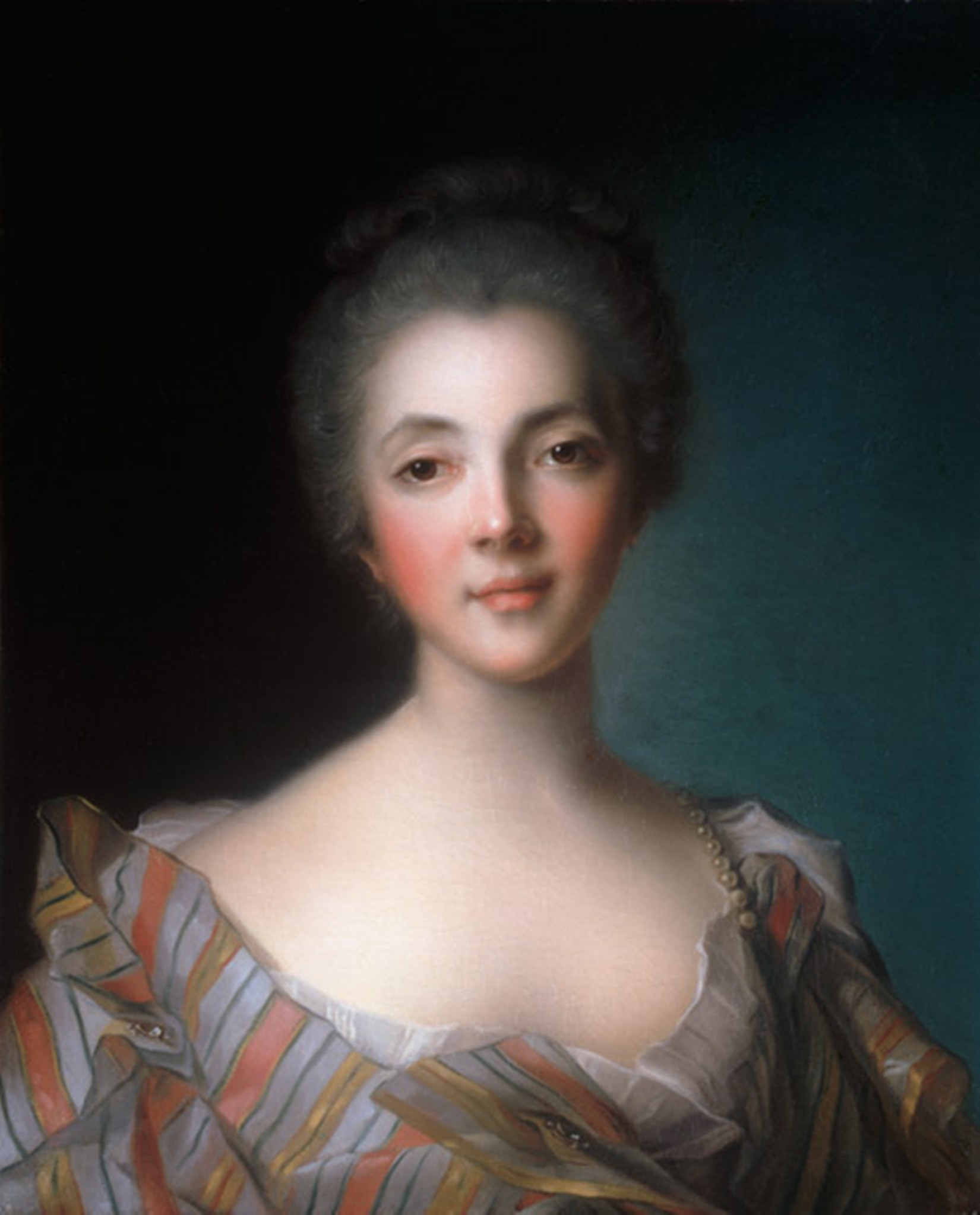
Louise Dupin
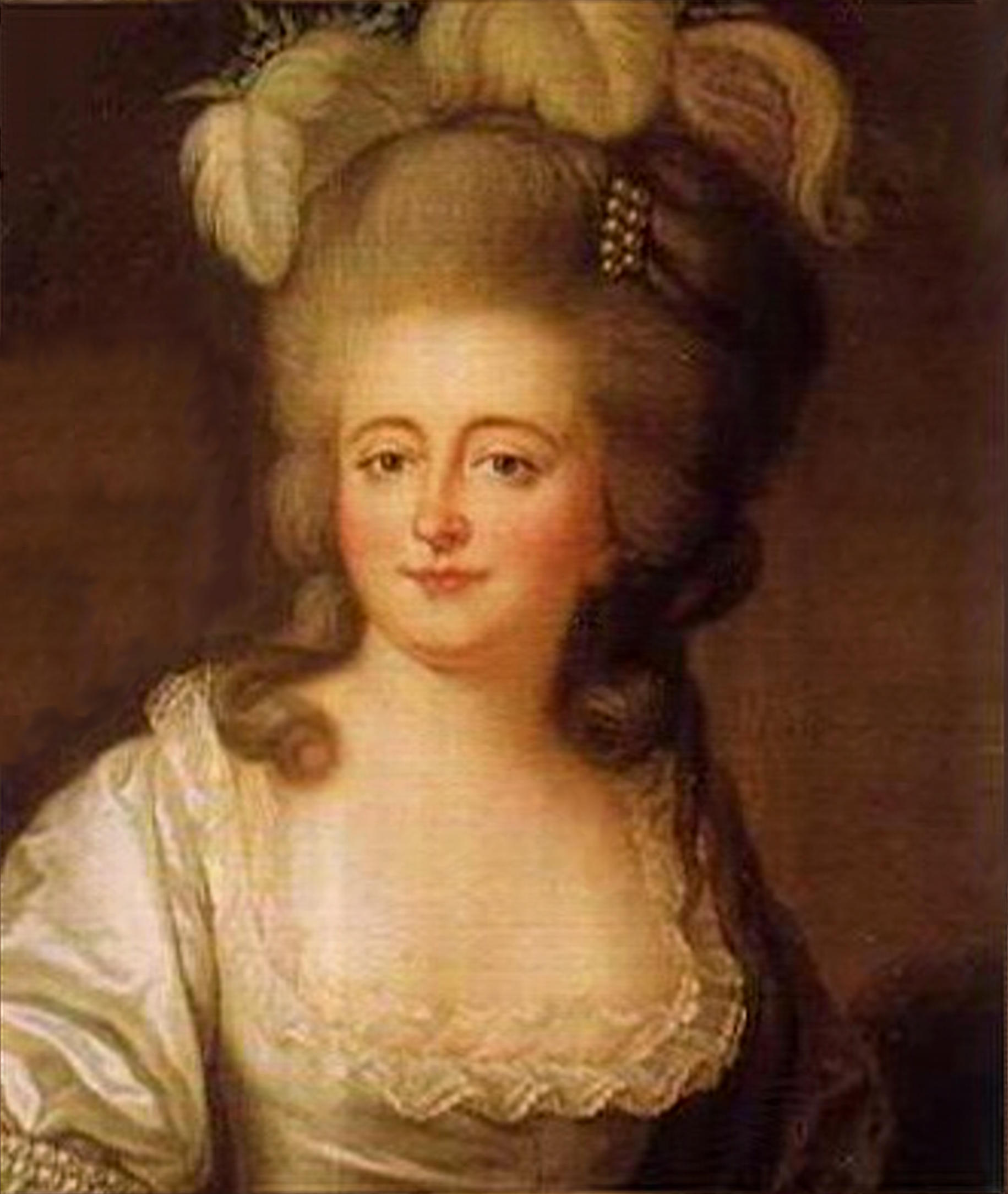
Charlotte de Montesson
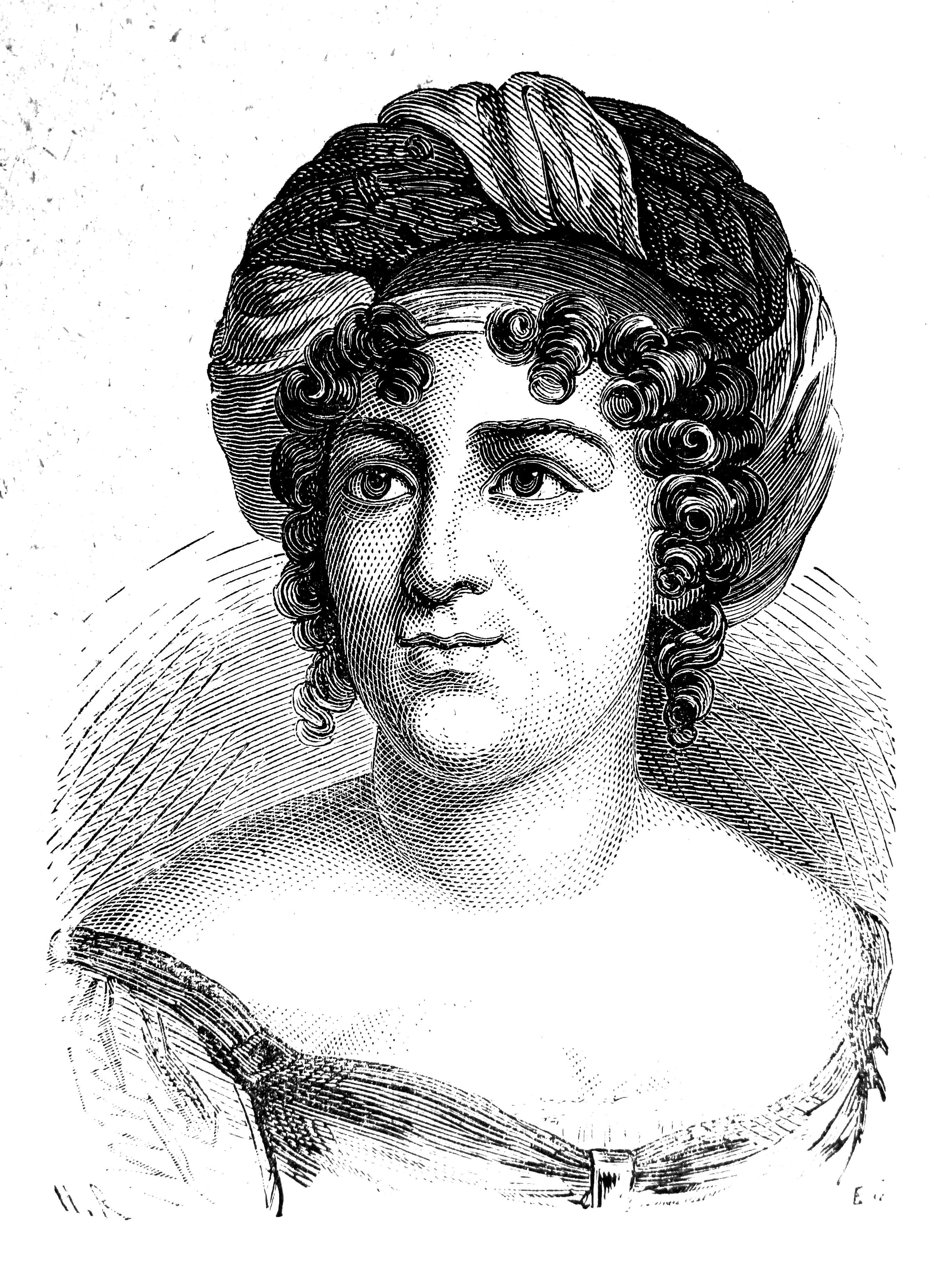
Germaine de Staël
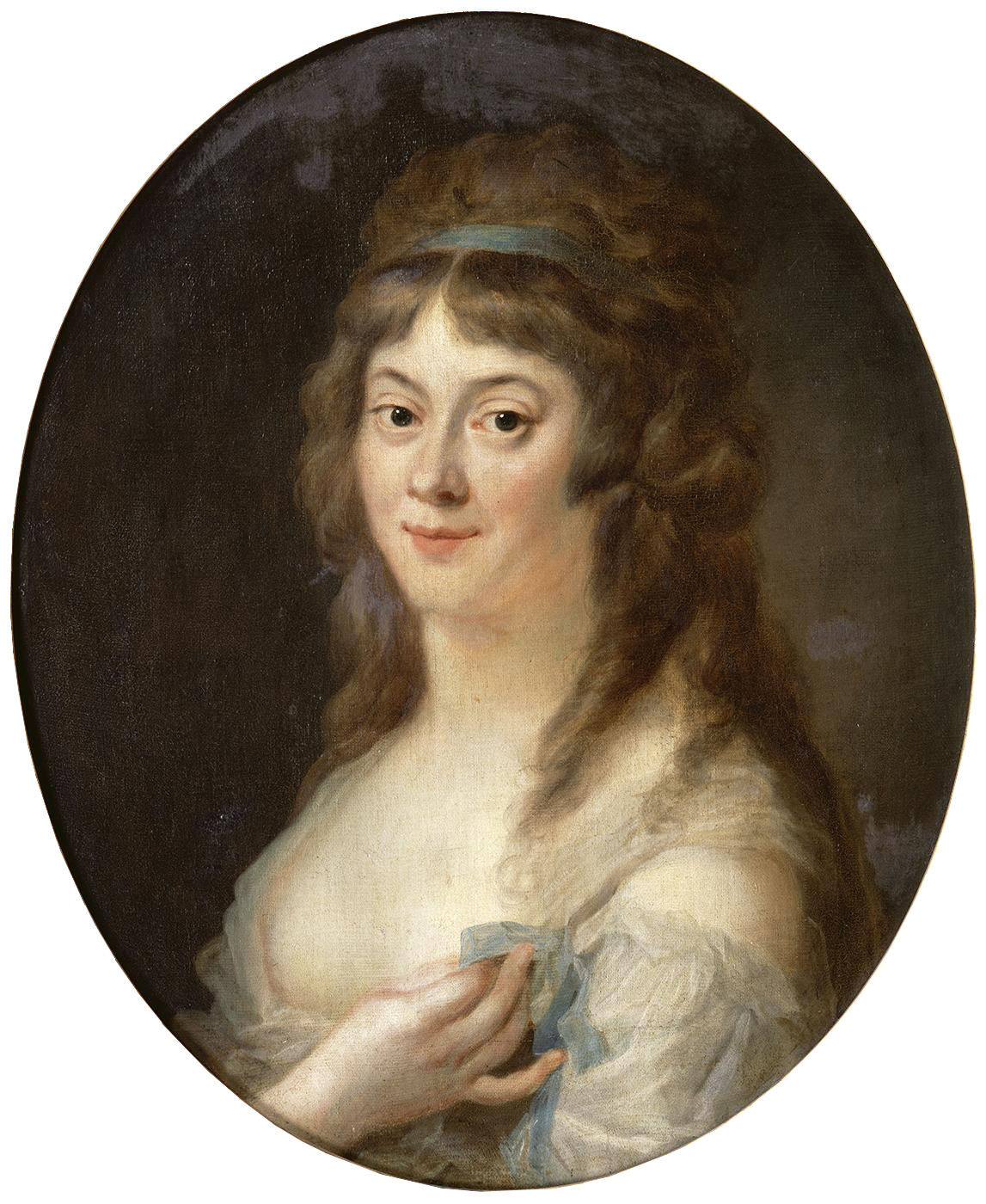
Manon Roland
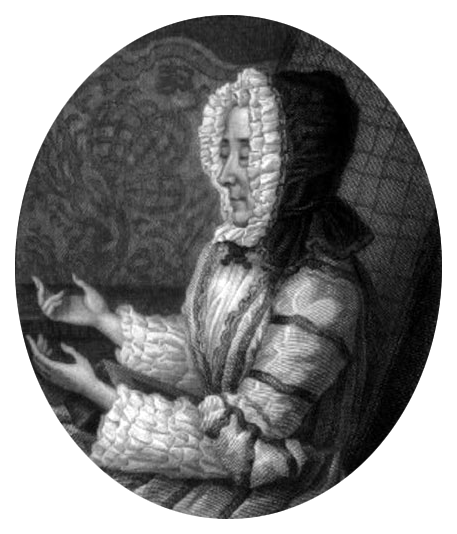
Marie du Deffand
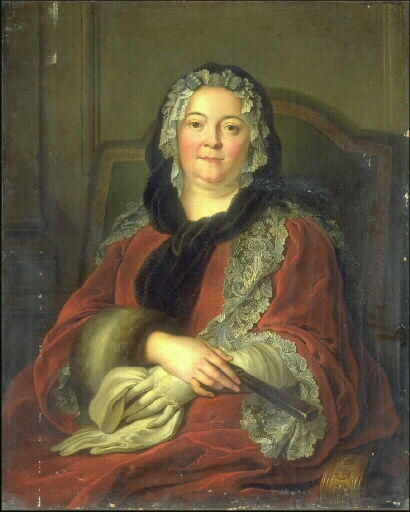
Madame de Tencin
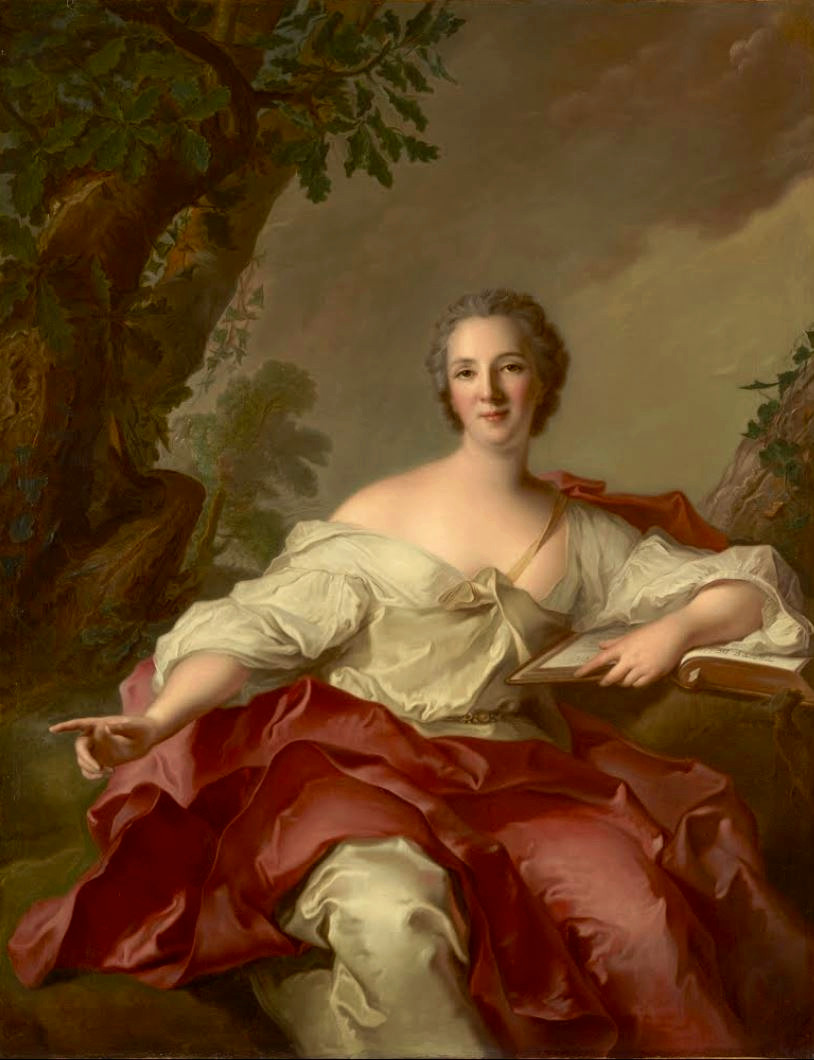
Marie-Thérèse Geoffrin
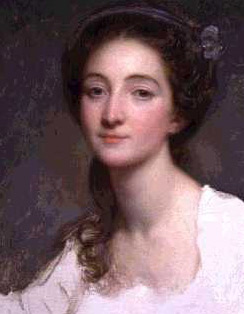
Sophie Arnould
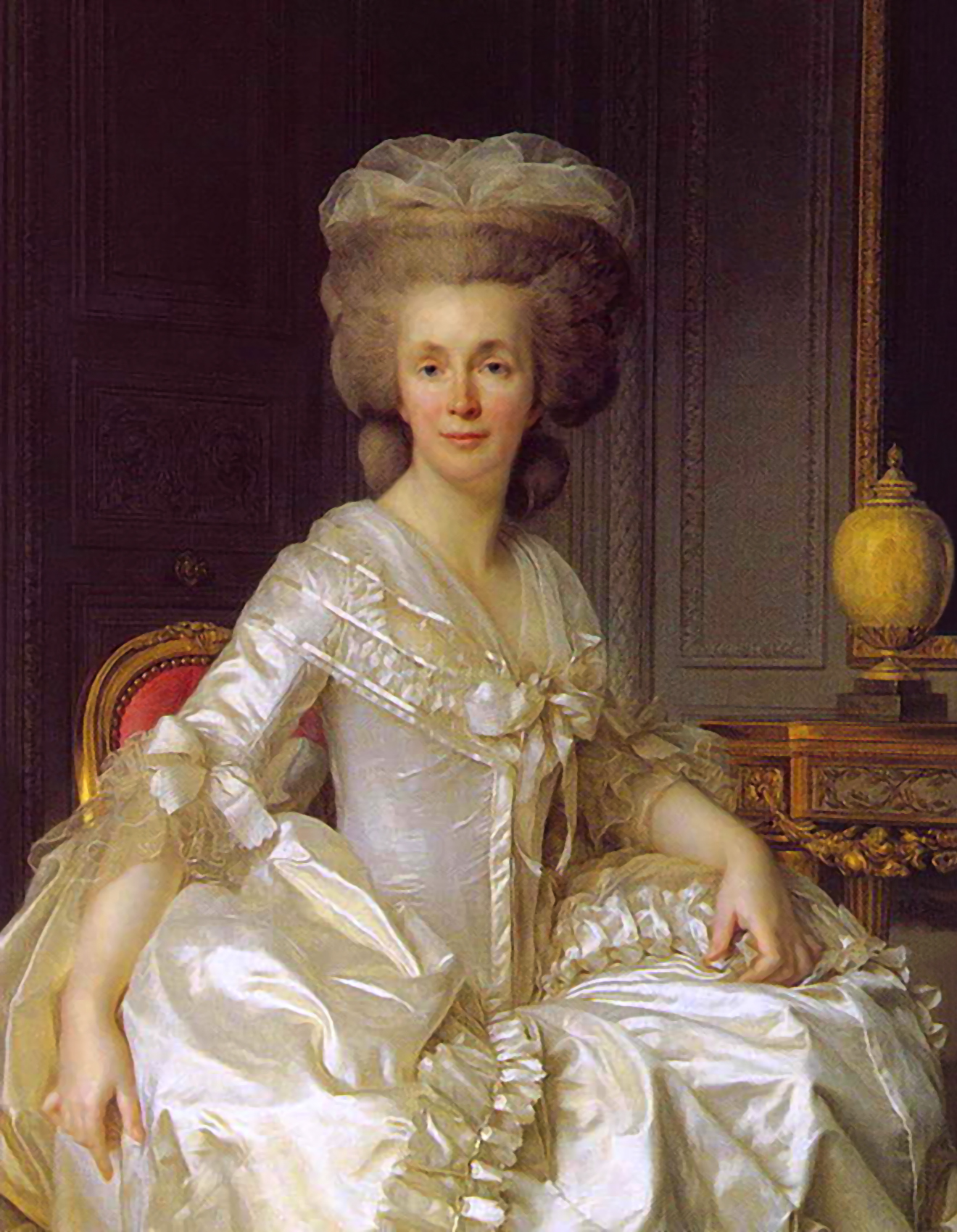
Suzanne Necker
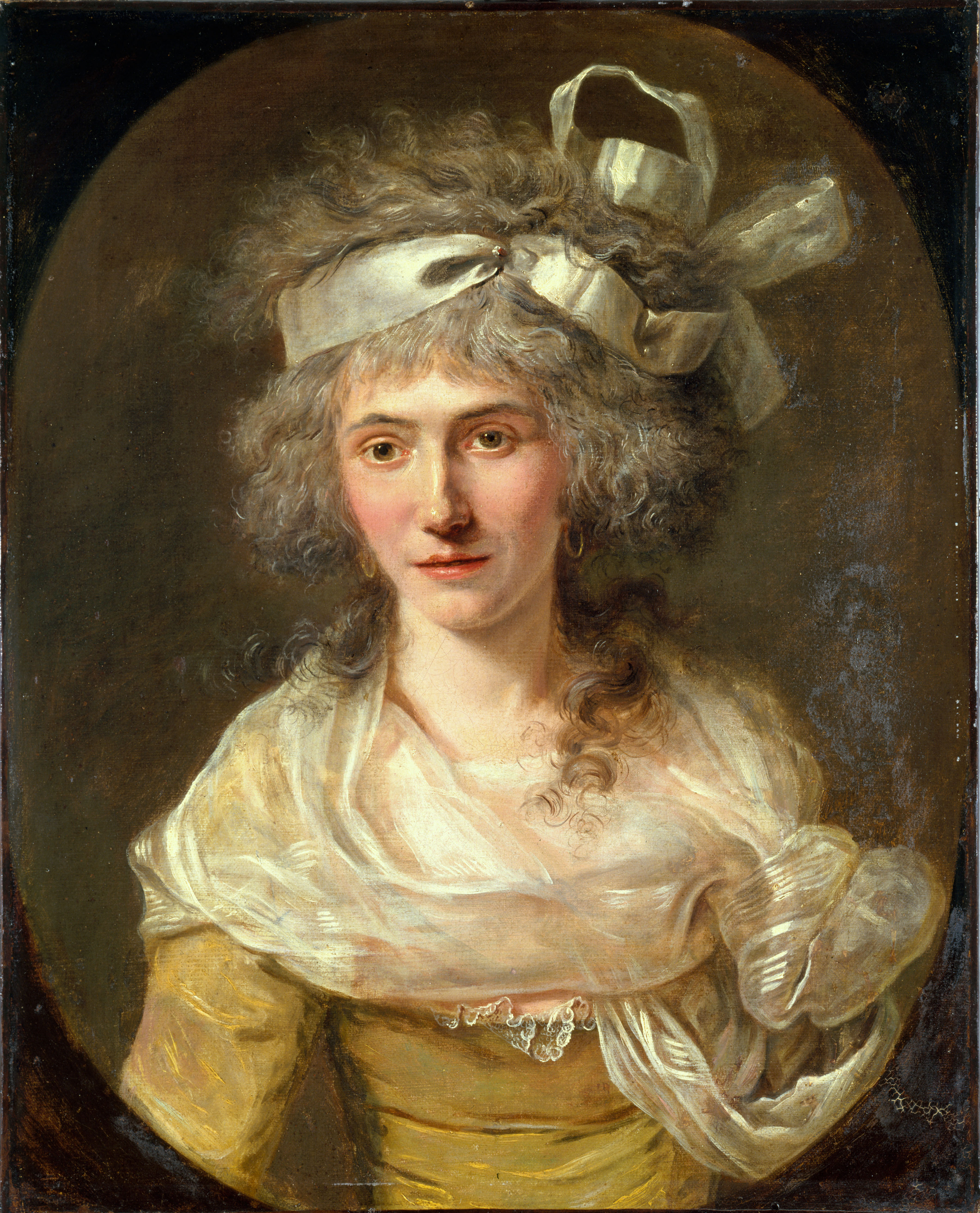
Théroigne de Méricourt
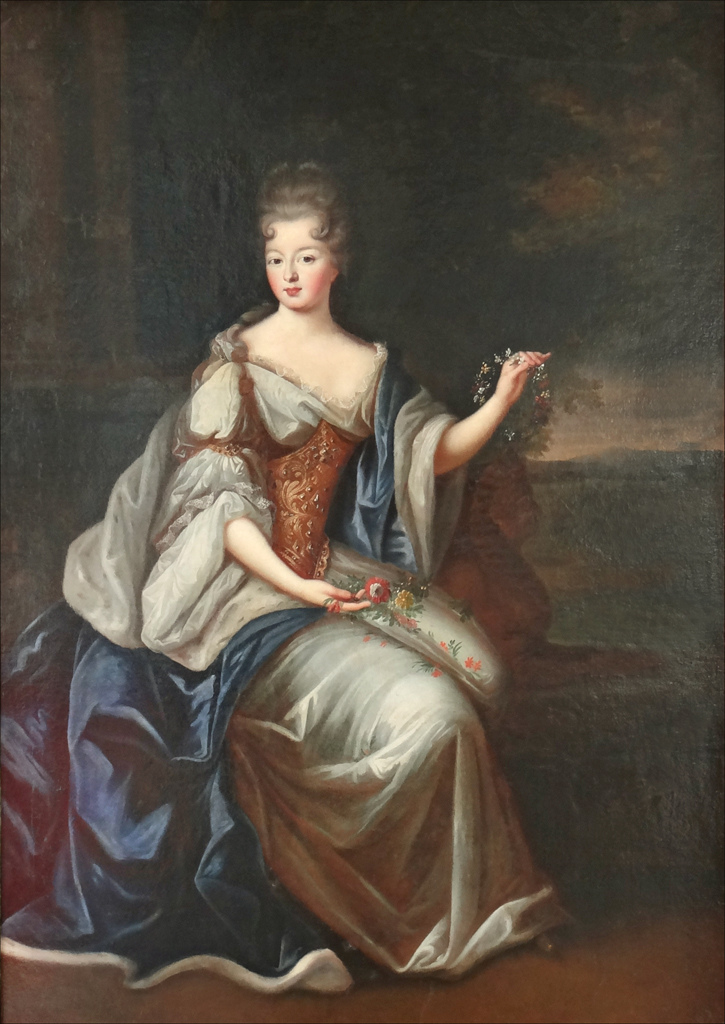
Anne-Louise du Maine
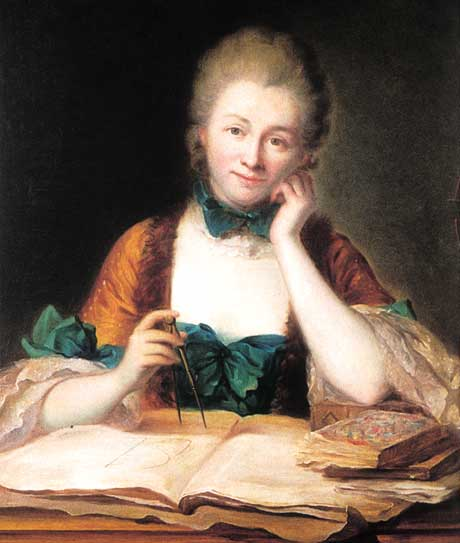
Émilie du Châtelet
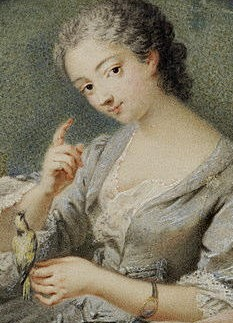
Jeanne de Prie
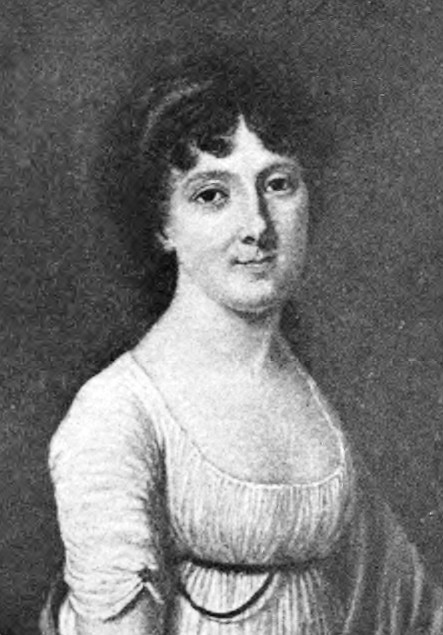
Adélaïde de Flahaut

- Anne-Thérèse de Marguenat de Courcelles, marquesa de Lambert
- Adrienne Lecouvreur
- Anne-Catherine Helvétius (llamada « Minette », sobrina de Françoise de Graffigny)
- Aurora Sanseverino
- Marie-Louise-Élisabeth Vigée-Lebrun (pintora)
- Fortunée Hamelin
- Françoise de Graffigny[2]
- Jeanne-Françoise Quinault (llamada «Quinault cadette»)
- Julie de Lespinasse
- Louise d'Épinay
- Adélaïde Dufresnoy
- Louise Dupin
- Charlotte de Montesson
- Germaine de Staël
- Madame Doublet
- Manon Roland
- Marie du Deffand
- Madame de Tencin, baronesa de Saint-Martin de l’Ile de Ré
- Marie-Marguerite Brun
- Marie-Thérèse Geoffrin
- Sophie Arnould (con el sobrenombre de « sœur cadette de Ninon » (Ninon de Lenclos))
- Sophie de Condorcet
- Suzanne Necker
- Thérèse de la Pouplinière
- Théroigne de Méricourt
- La condesa Marie-Charlotte de Boufflers (apodada l’« Idole »)
- La duquesa Anne-Louise du Maine (llamada « la Boca de Miel »)
- Jeanne-Monique des Vieux
- La marquesa Émilie du Châtelet
- La marquesa Jeanne de Prie
- La condesa Adélaïde de Flahaut

### Salonnières delsigloXIX

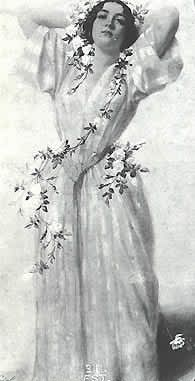
Aglaé Sabatier
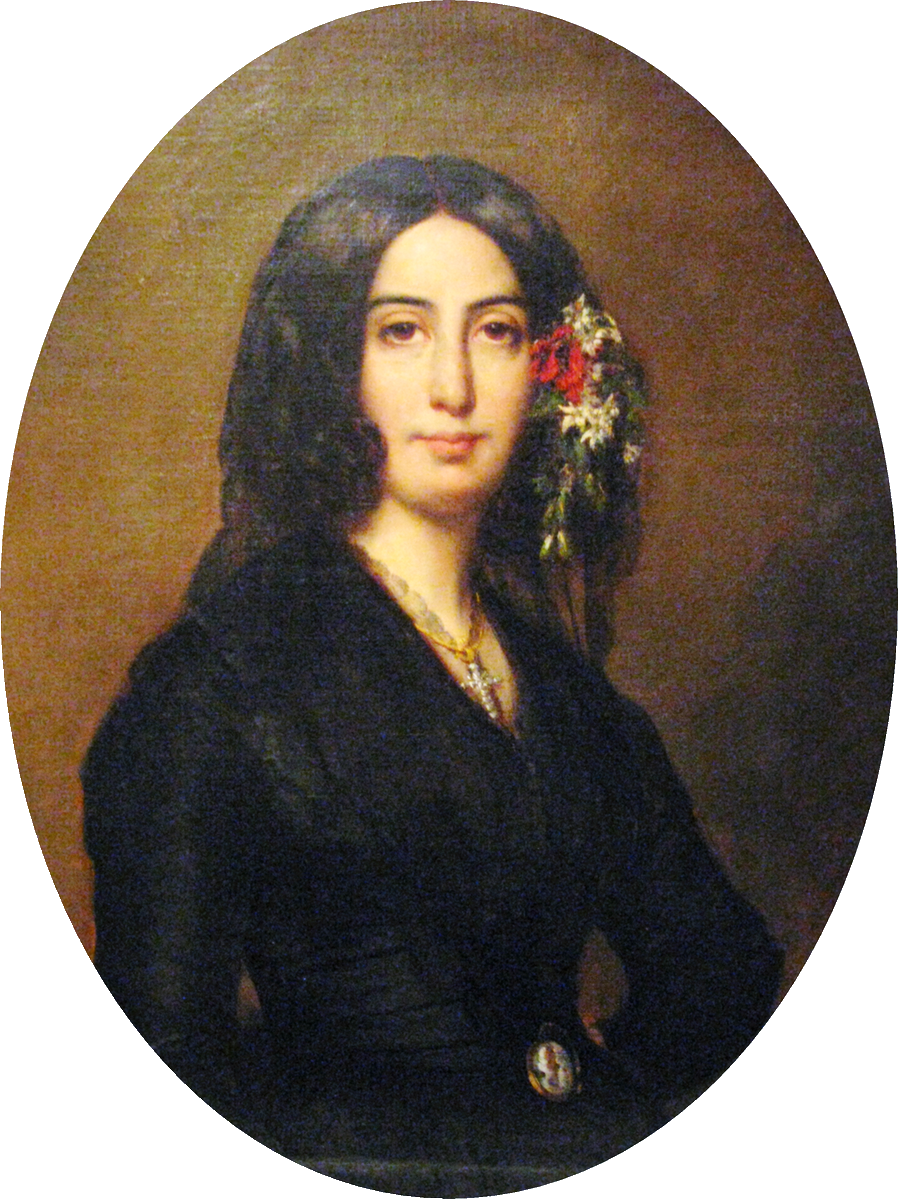
George Sand
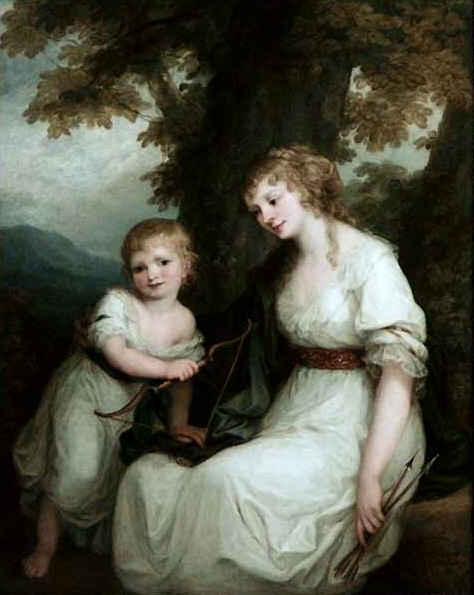
Barbara de Krüdener
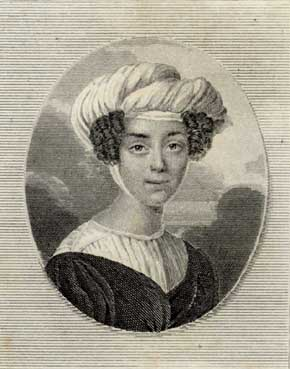
Claire de Duras
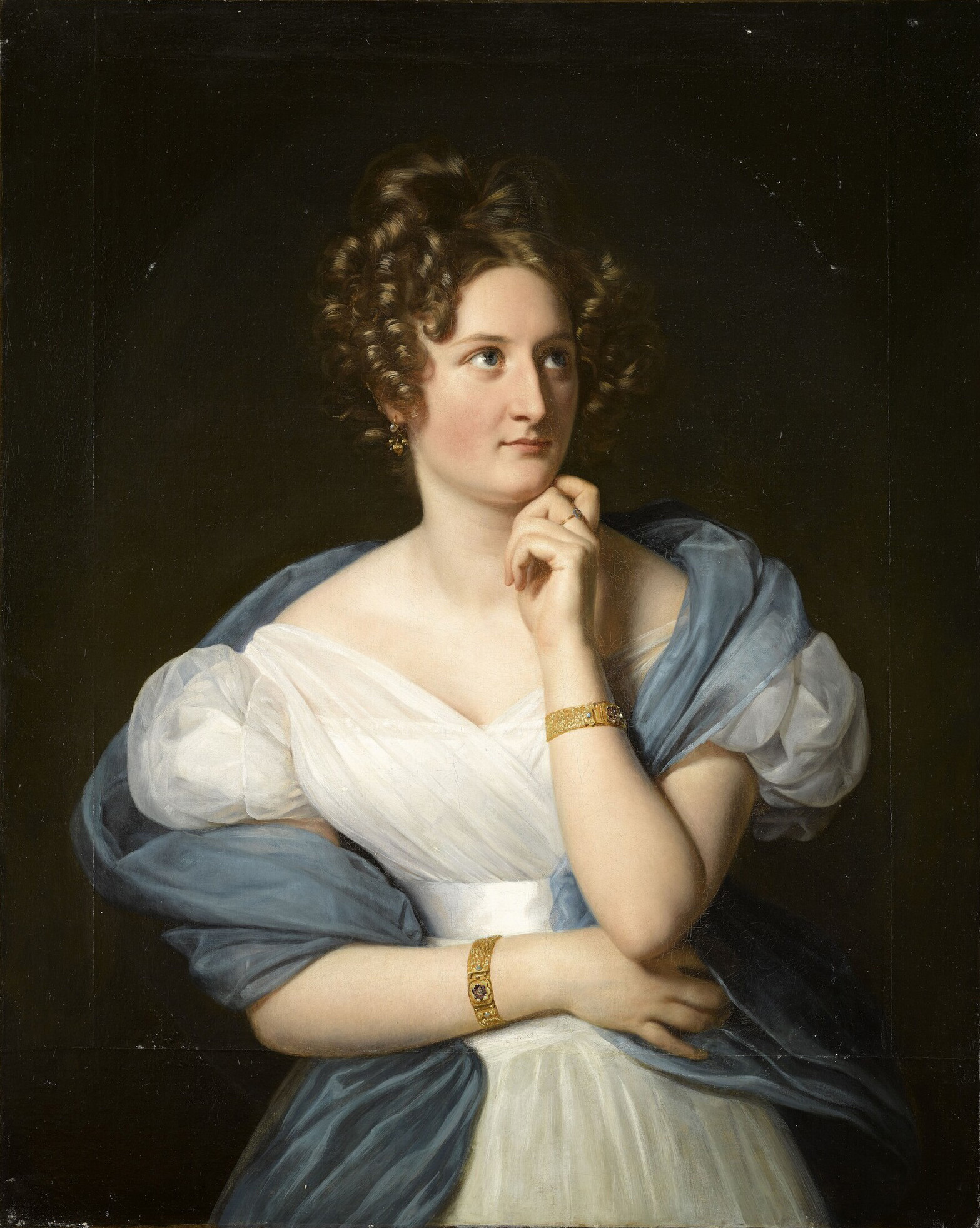
Delphine de Girardin
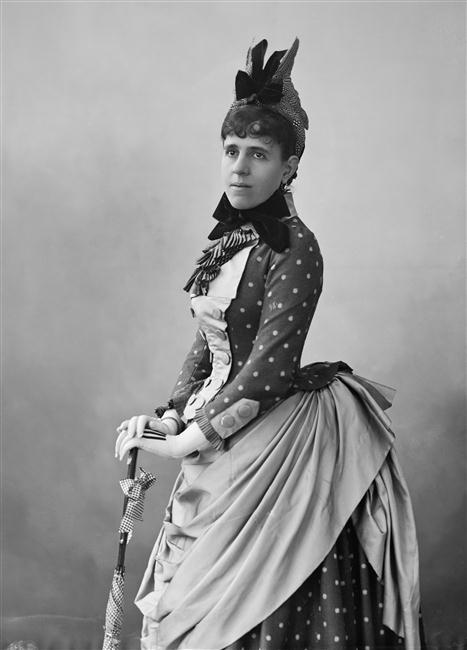
Geneviève Straus
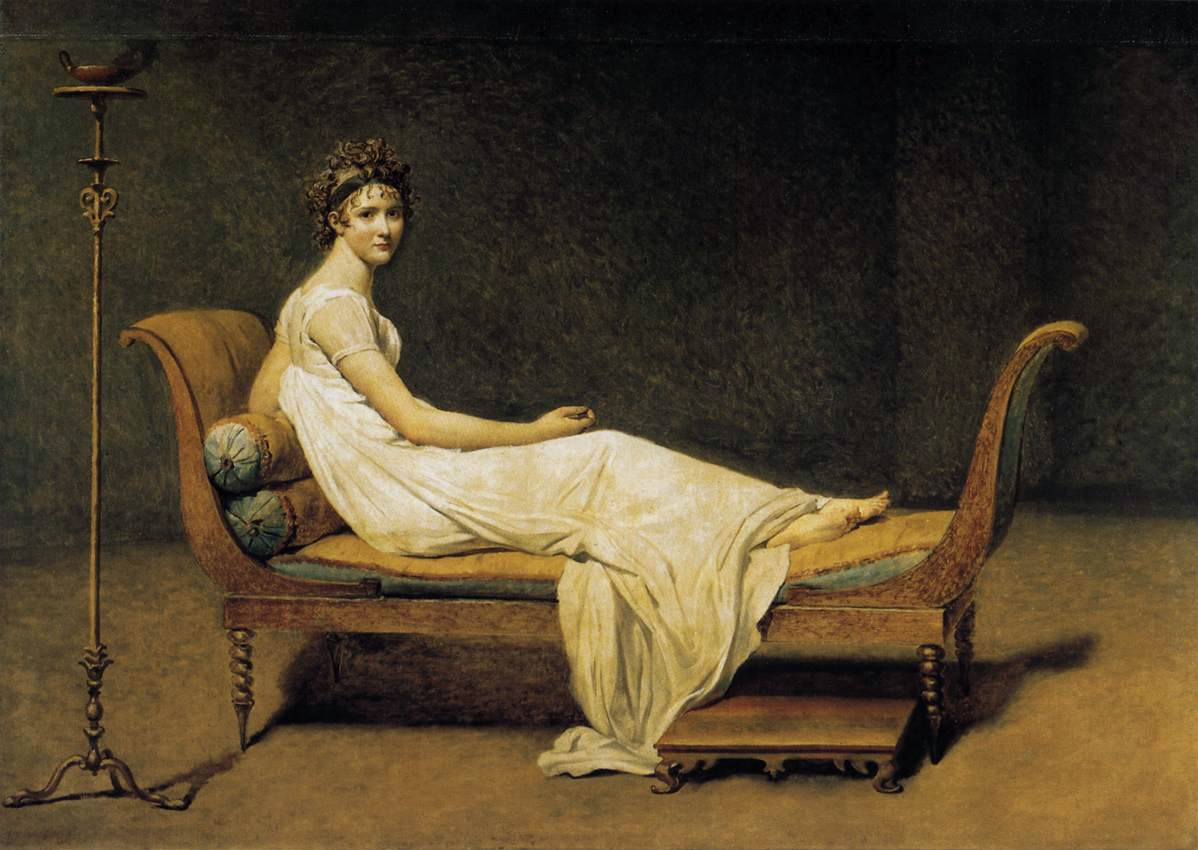
Juliette Récamier
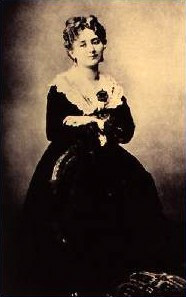
Léontine de Caillavet
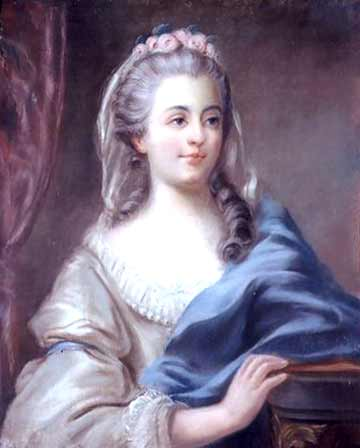
Louise Contat
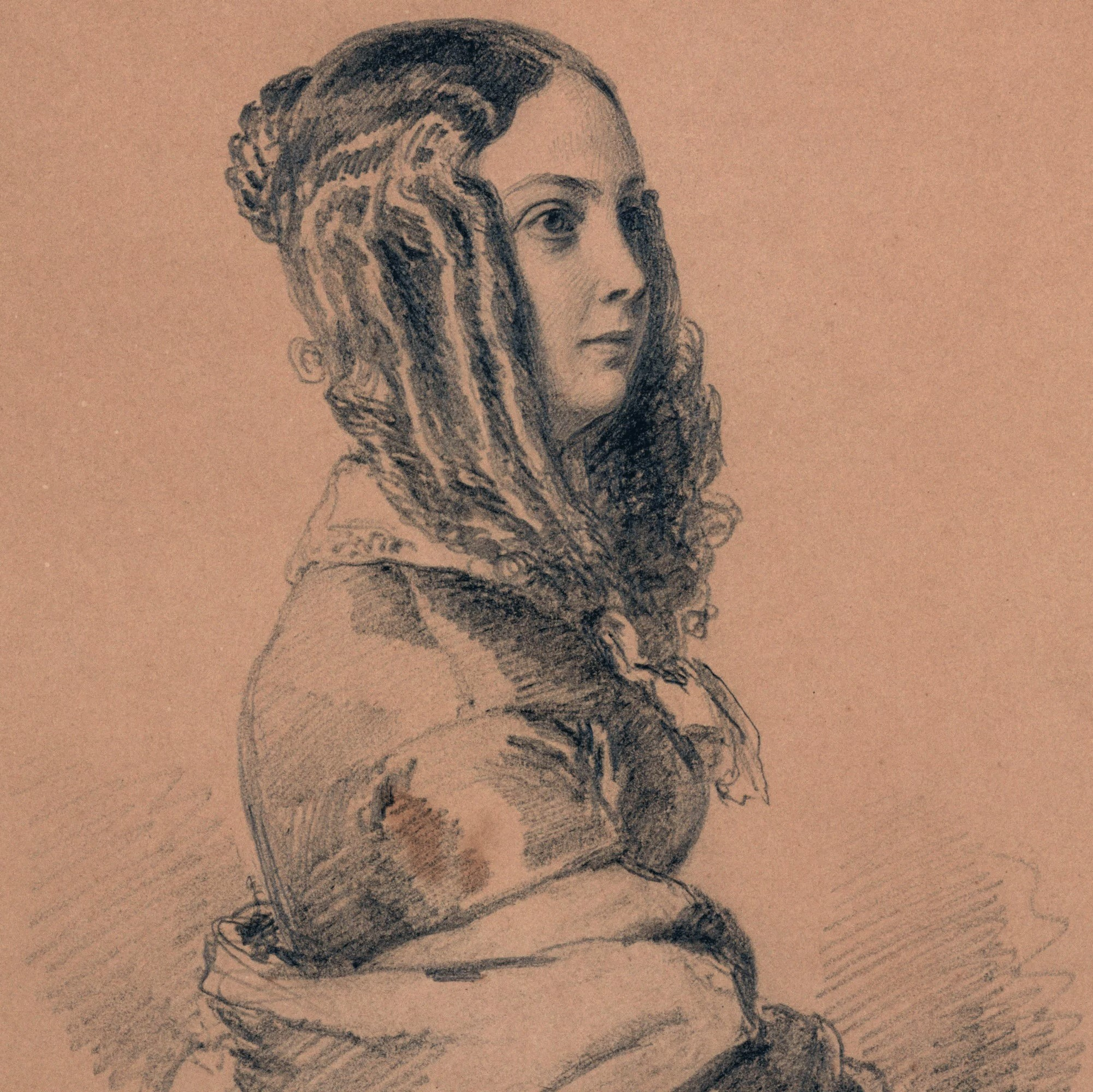
Louise Colet
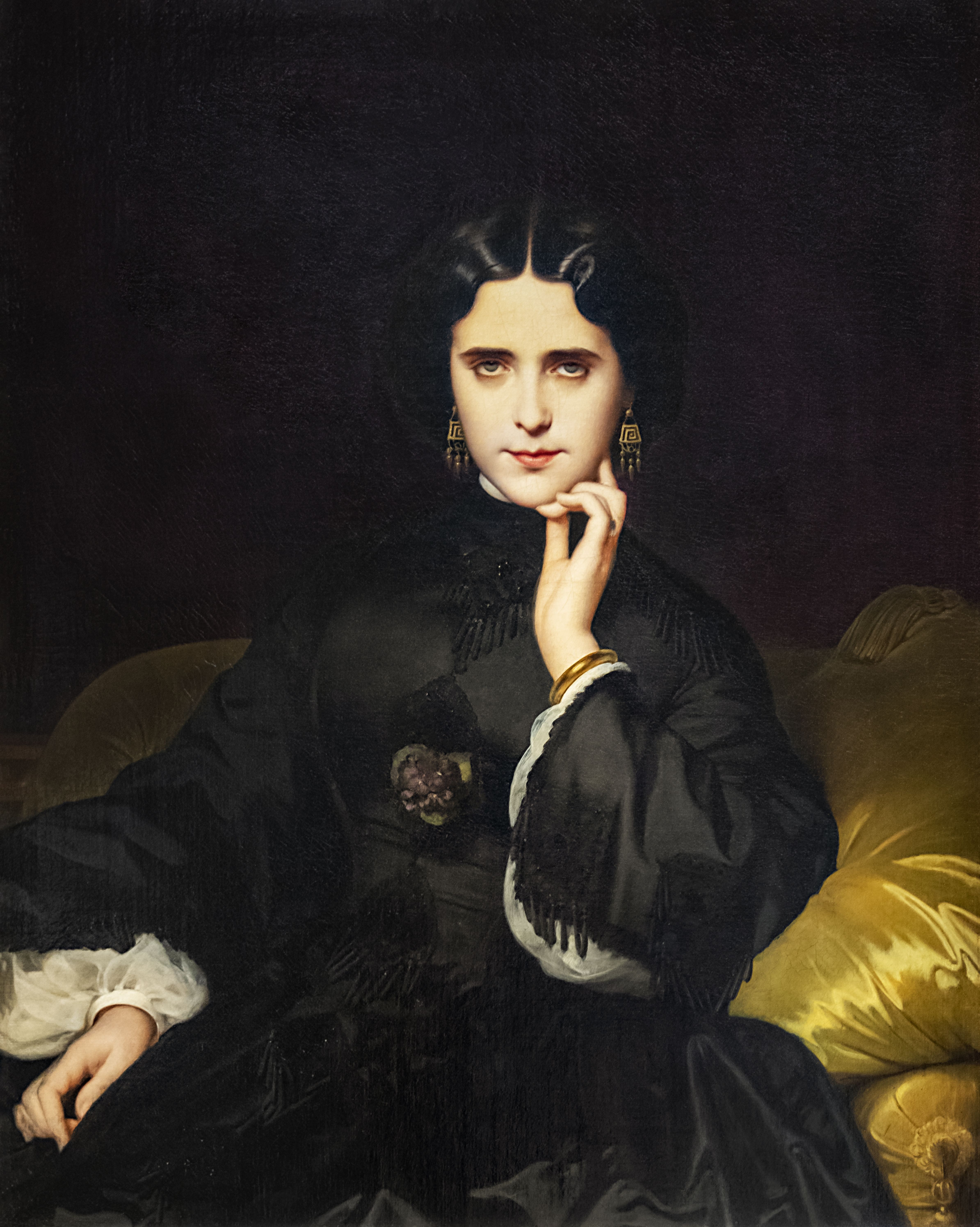
Marie-Anne de Loynes
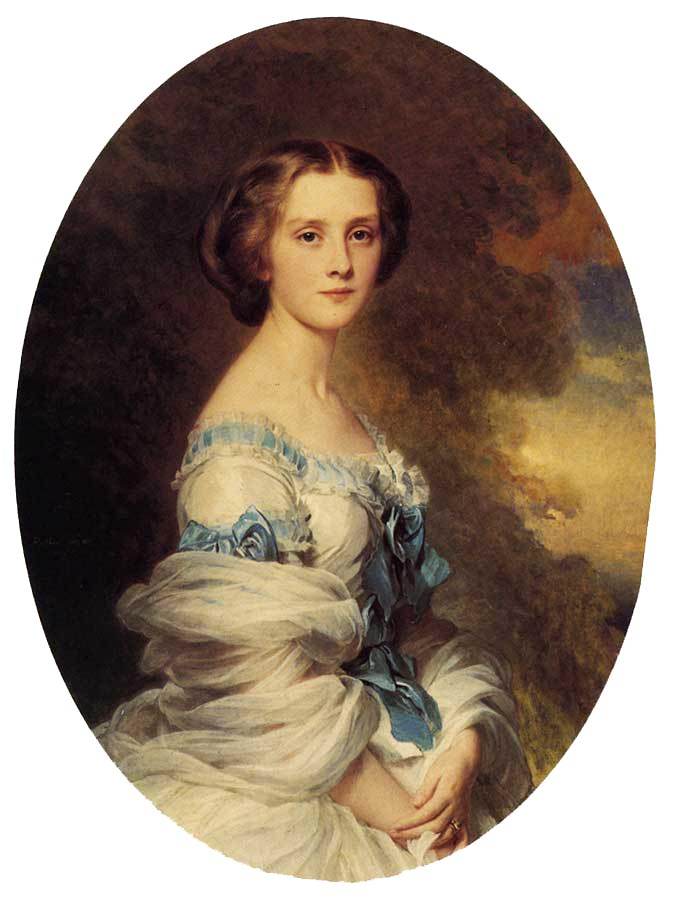
Mélanie de Pourtalès
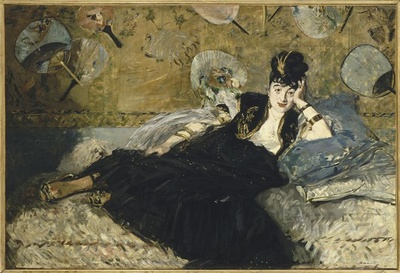
Nina de Callias
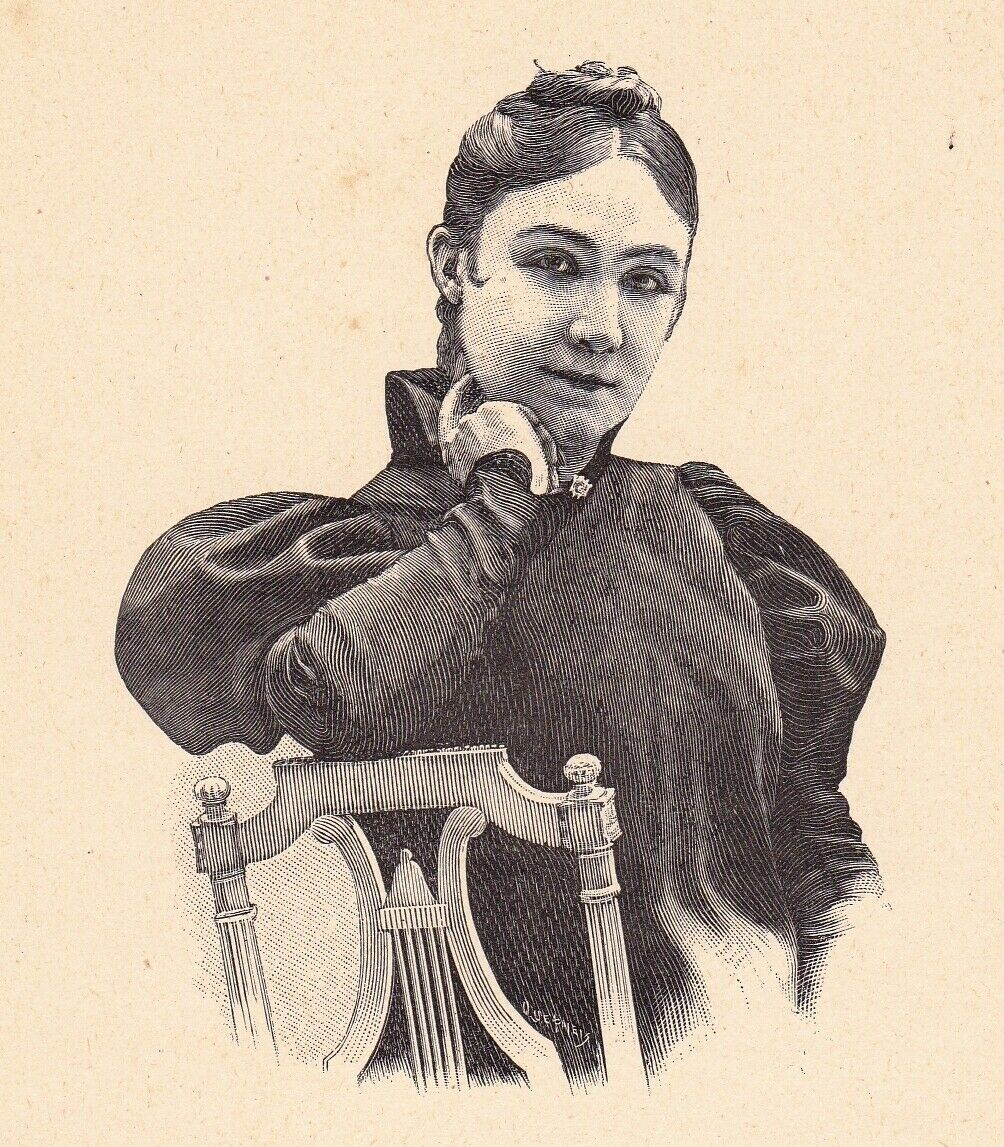
Rachilde
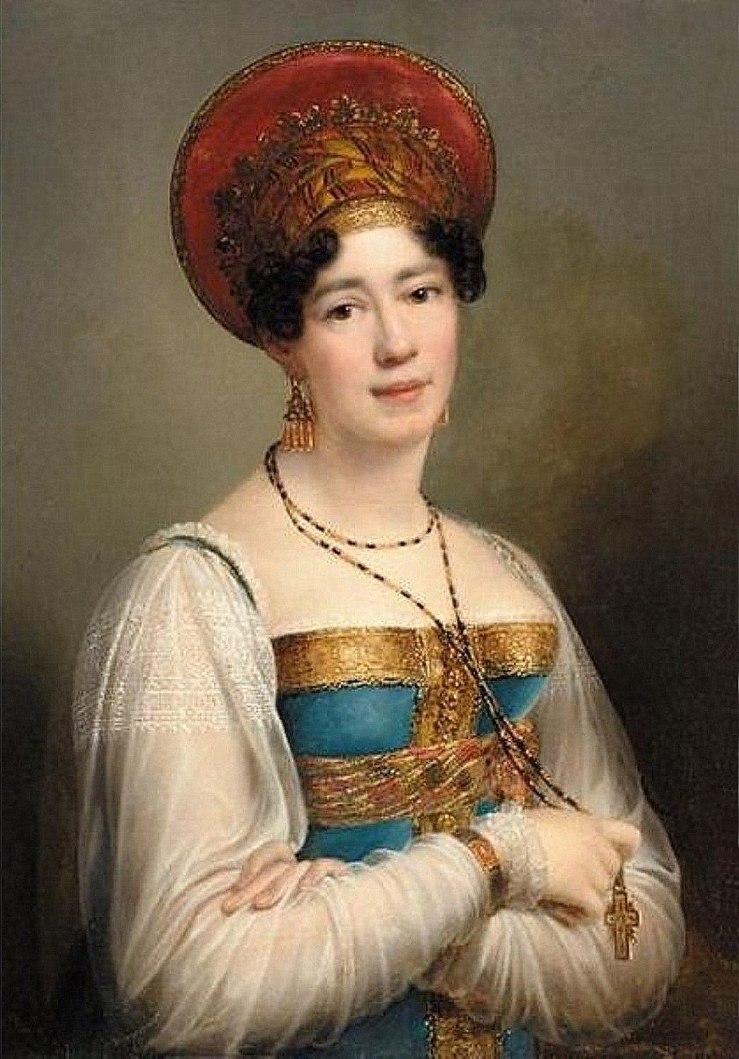
Madame Swetchine
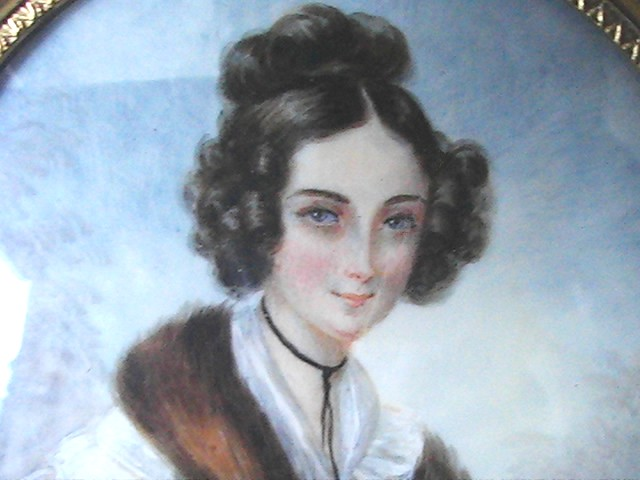
Virginie Ancelot
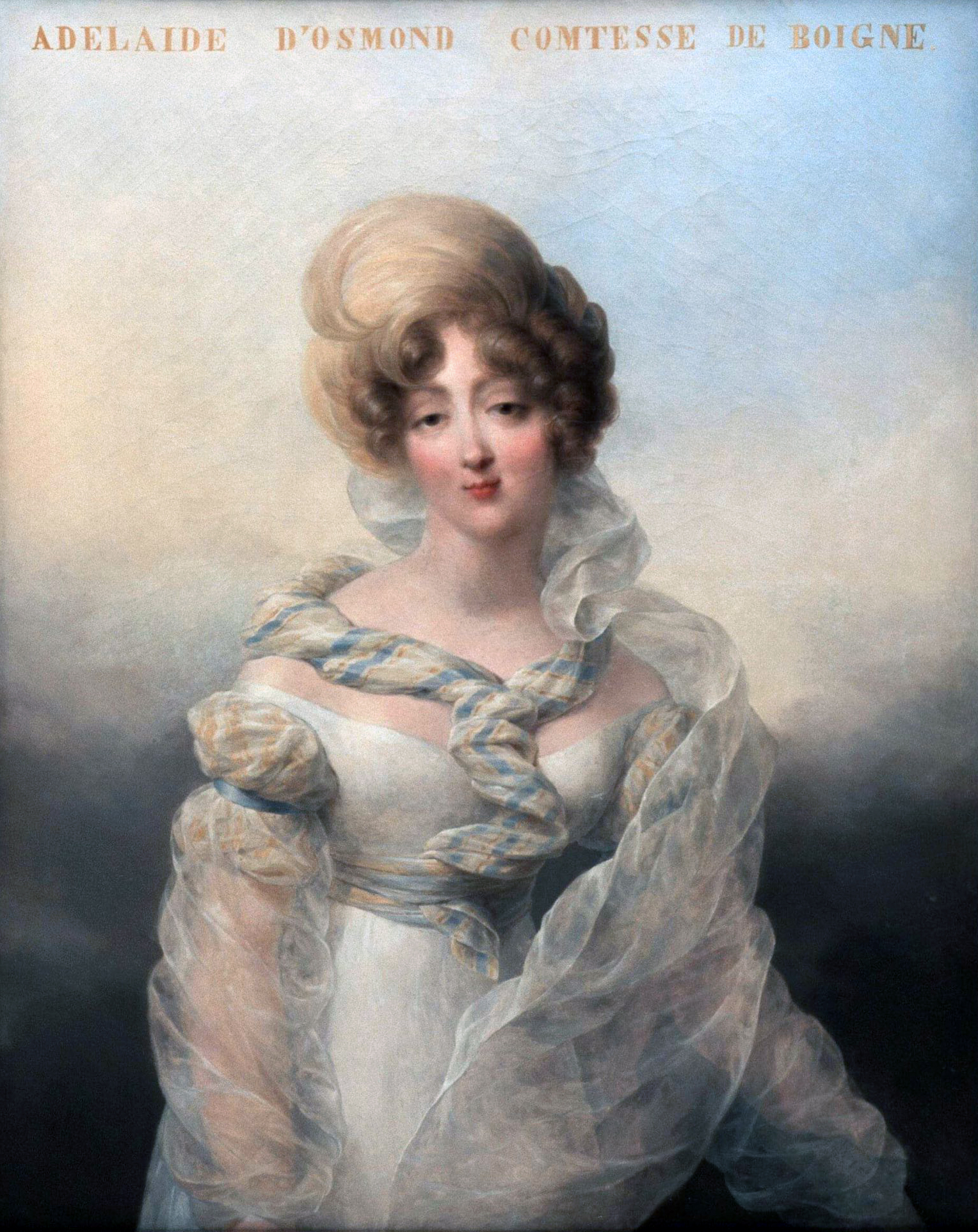
Adèle de Boigne
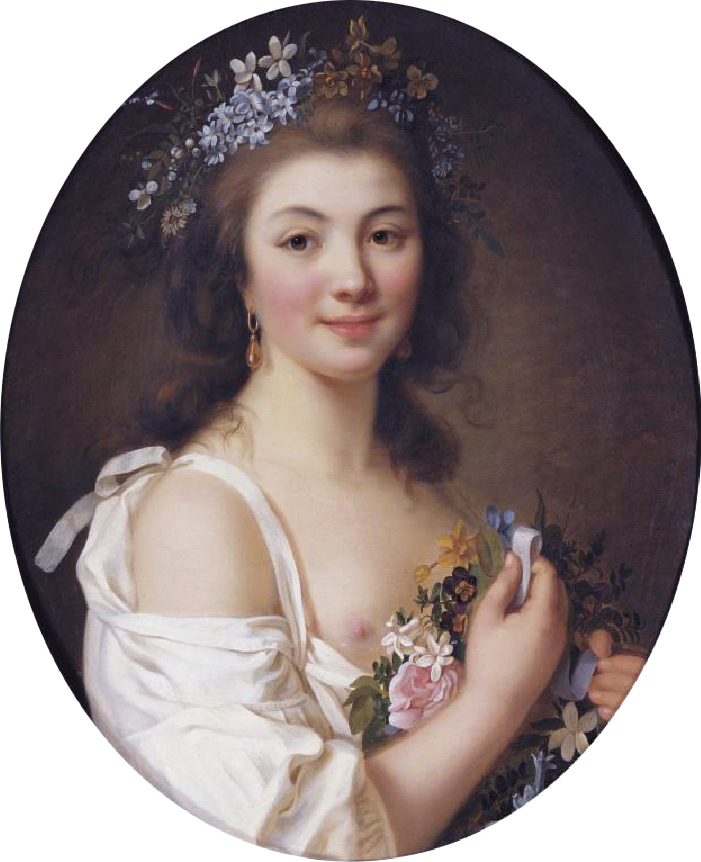
Madame de Genlis
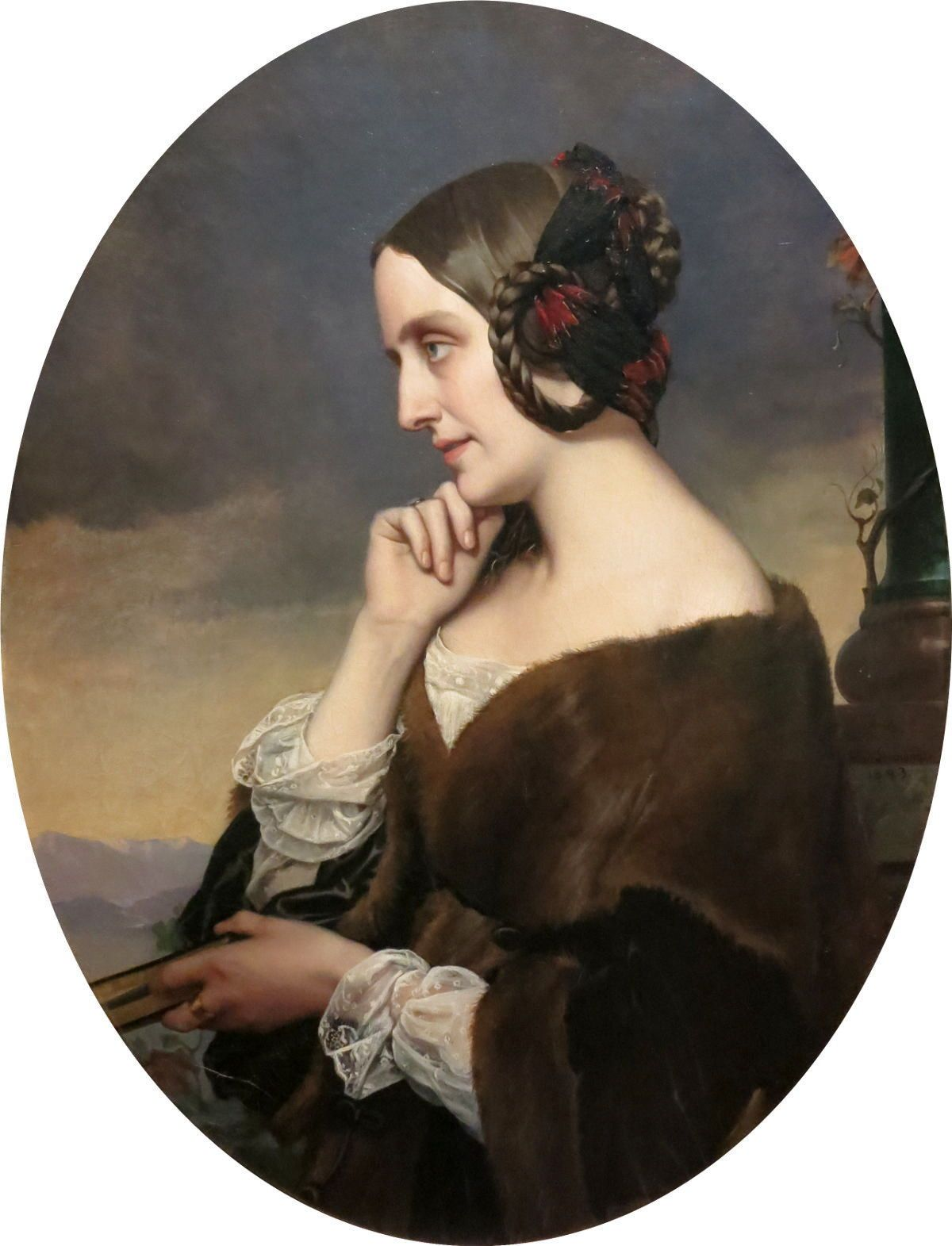
Marie d'Agoult
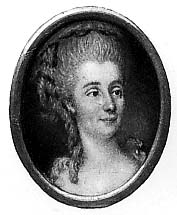
Sophie d'Houdetot
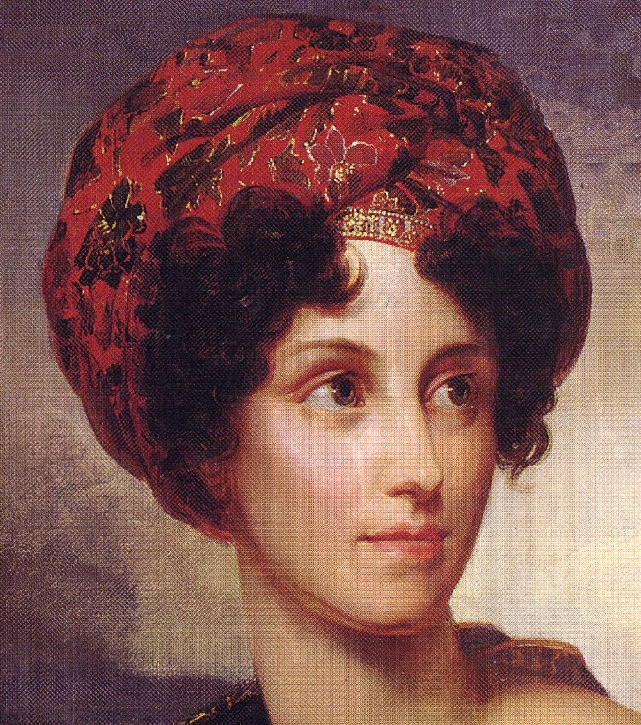
Dorothée de Dino
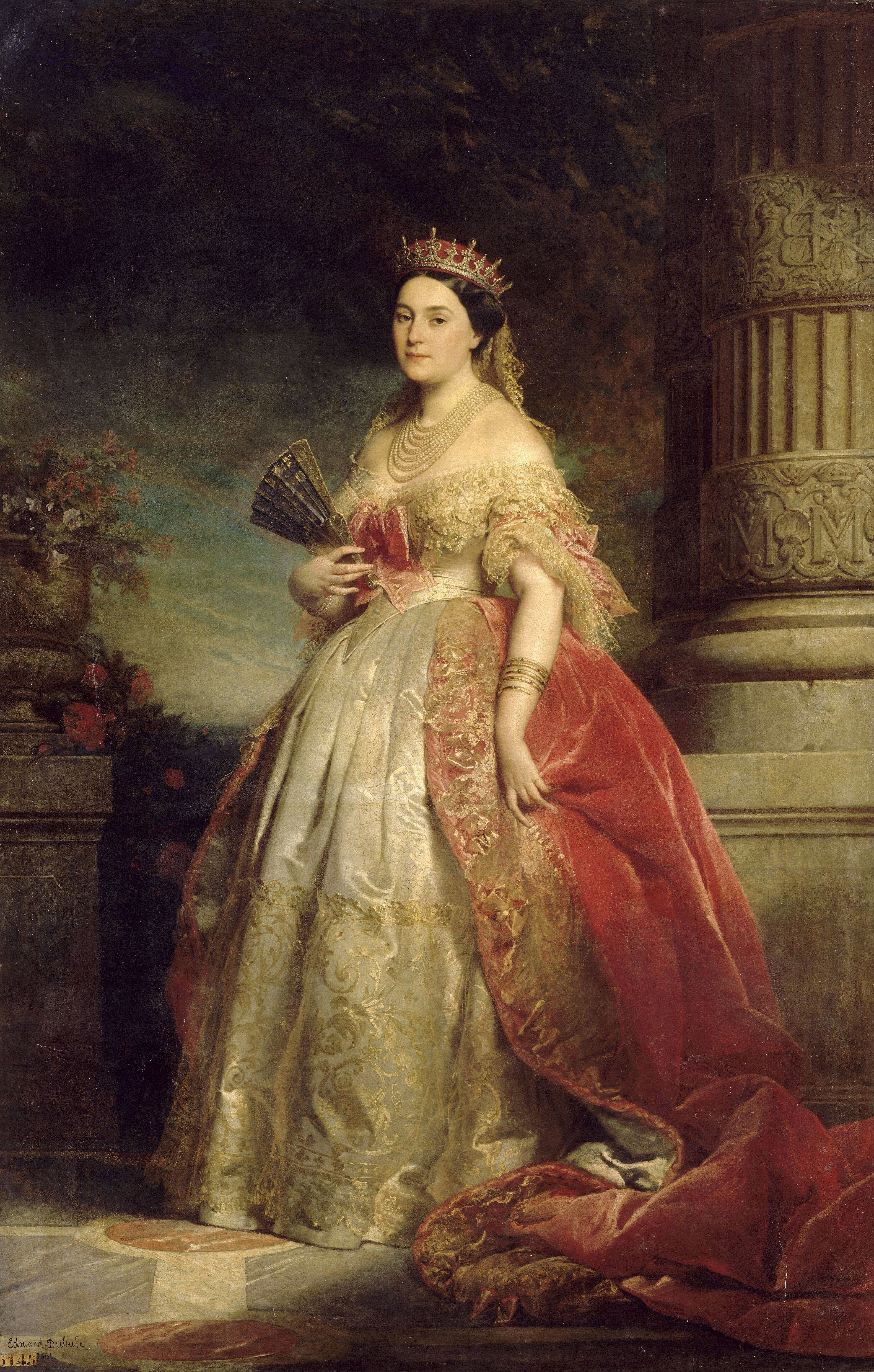
Matilde Bonaparte

- Juliette Adam
- La condesa Marie d'Agoult, « la Corinne du quai Malaquais »
- Julia Allard-Daudet
- Virginie Ancelot
- Charlotte Baignères
- Laure Baignères
- La condesa Adèle de Boigne
- La princesa Matilde Bonaparte
- Léontine de Caillavet
- Aimée Carvillon des Tillières
- Sophie de Castellane
- La condesa Anastasia de Circourt, de soltera Anastasia Semionovna Khlioustina Анастасия Семёновна Хлюстина
- Louise Colet
- Louise Contat
- La duquesa Dorothée de Dino
- Claire de Duras
- Dolly de Ficquelmont
- La condesa Rosalie de Fitz-James
- Sophie Gay
- La condesa Madame de Genlis
- Delphine de Girardin
- La condesa Sophie d'Houdetot
- Barbara de Krüdener
- Esther La Païva
- Madeleine Lemaire
- Marie-Anne de Loynes
- Lydie Aubernon de Nerville
- La condesa Anaïs Perrière-Pilté
- La marquesa Armande du Plessis
- Mélanie de Pourtalès
- Rachilde
- Juliette Récamier
- Aglaé Sabatier
- Marguerite de Saint-Marceaux
- La princesa Constance de Salm-Dyck
- George Sand
- Geneviève Straus
- Madame Swetchine
- Nina de Callias
- Mélanie Waldor

### Salonnières delsigloXX

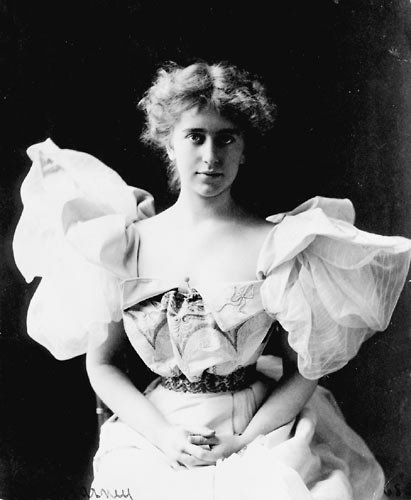
Natalie Clifford Barney
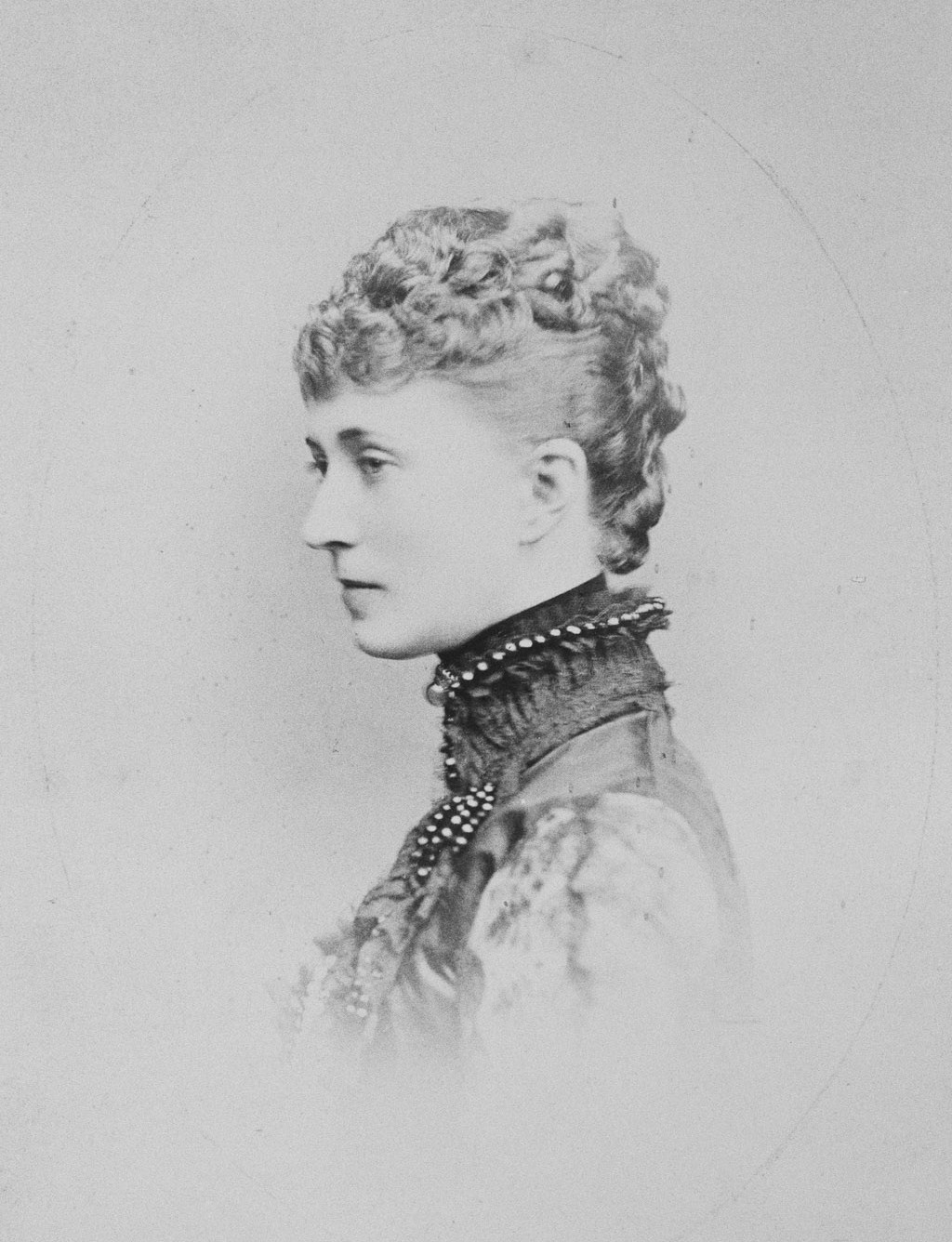
Hélène Standish, de soltera de Pérusse des Cars.
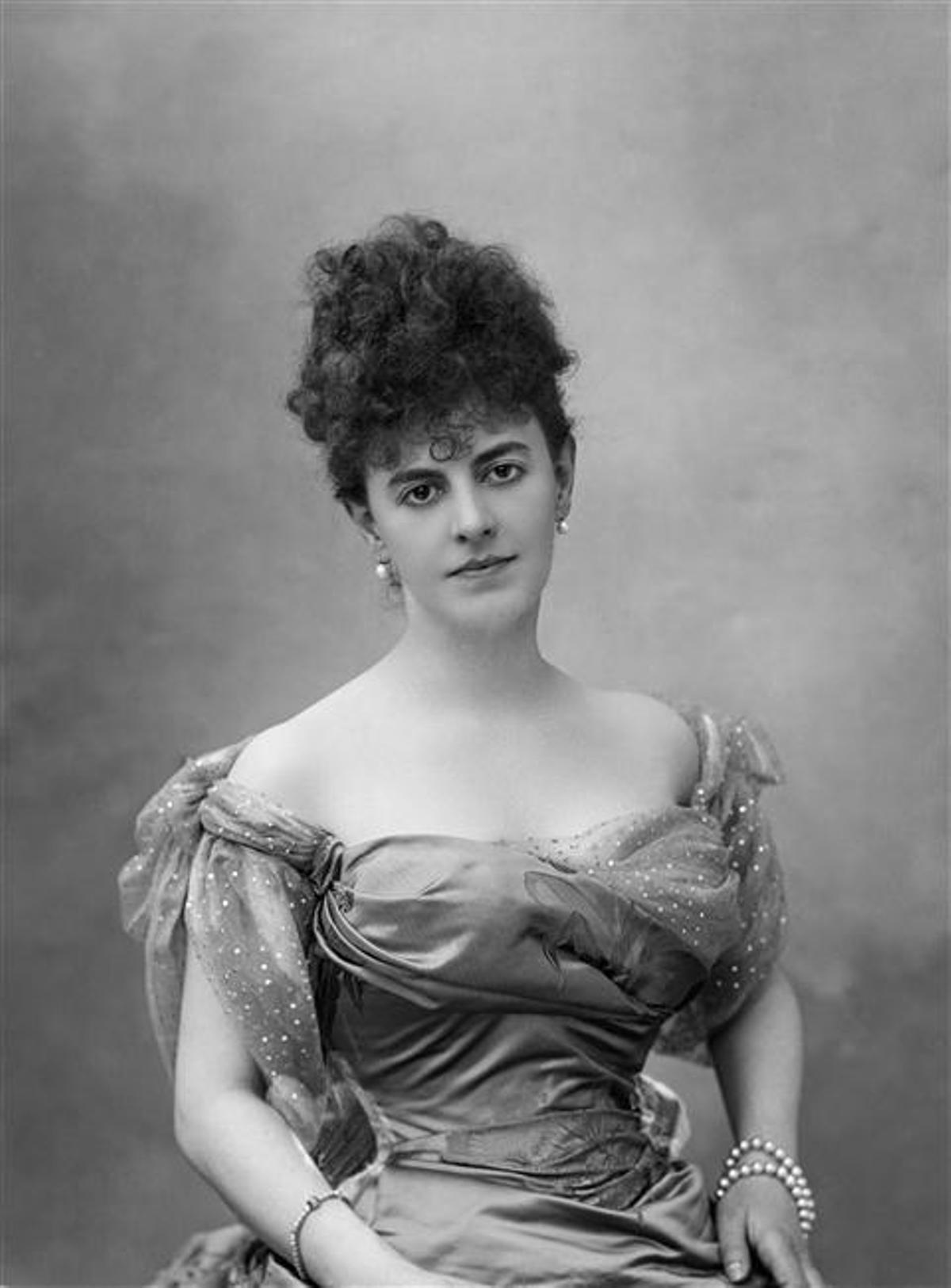
Condesa Greffuhle.
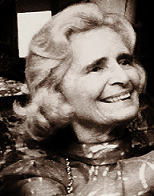
Solange de La Baume.
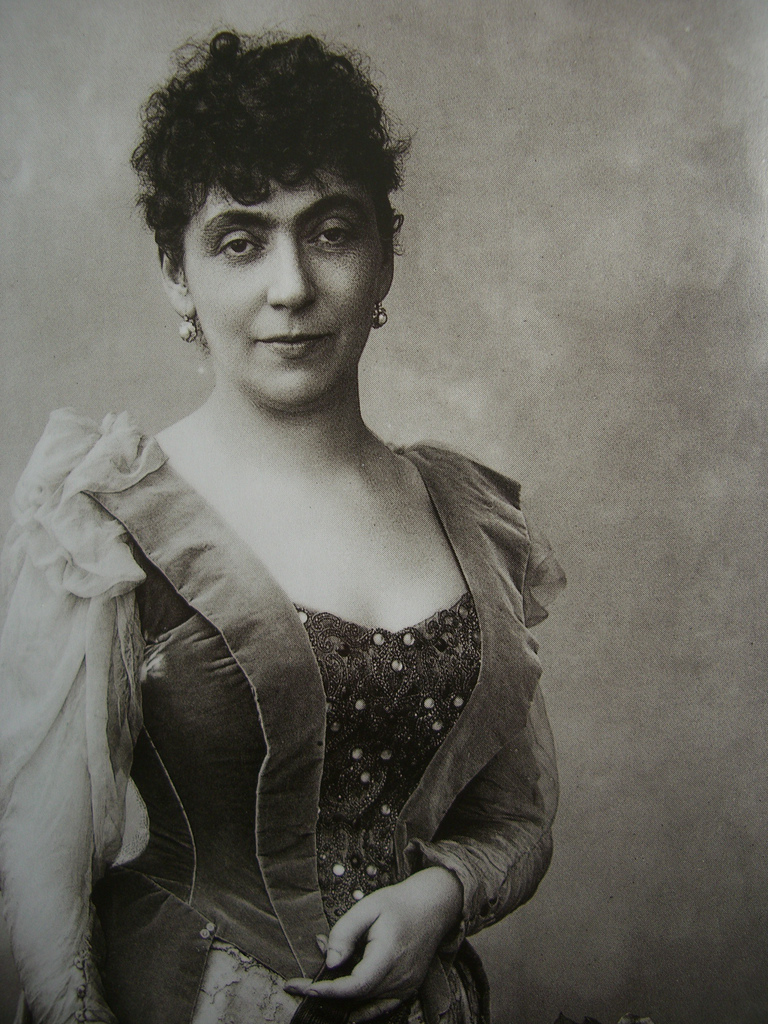
Madeleine Lemaire.
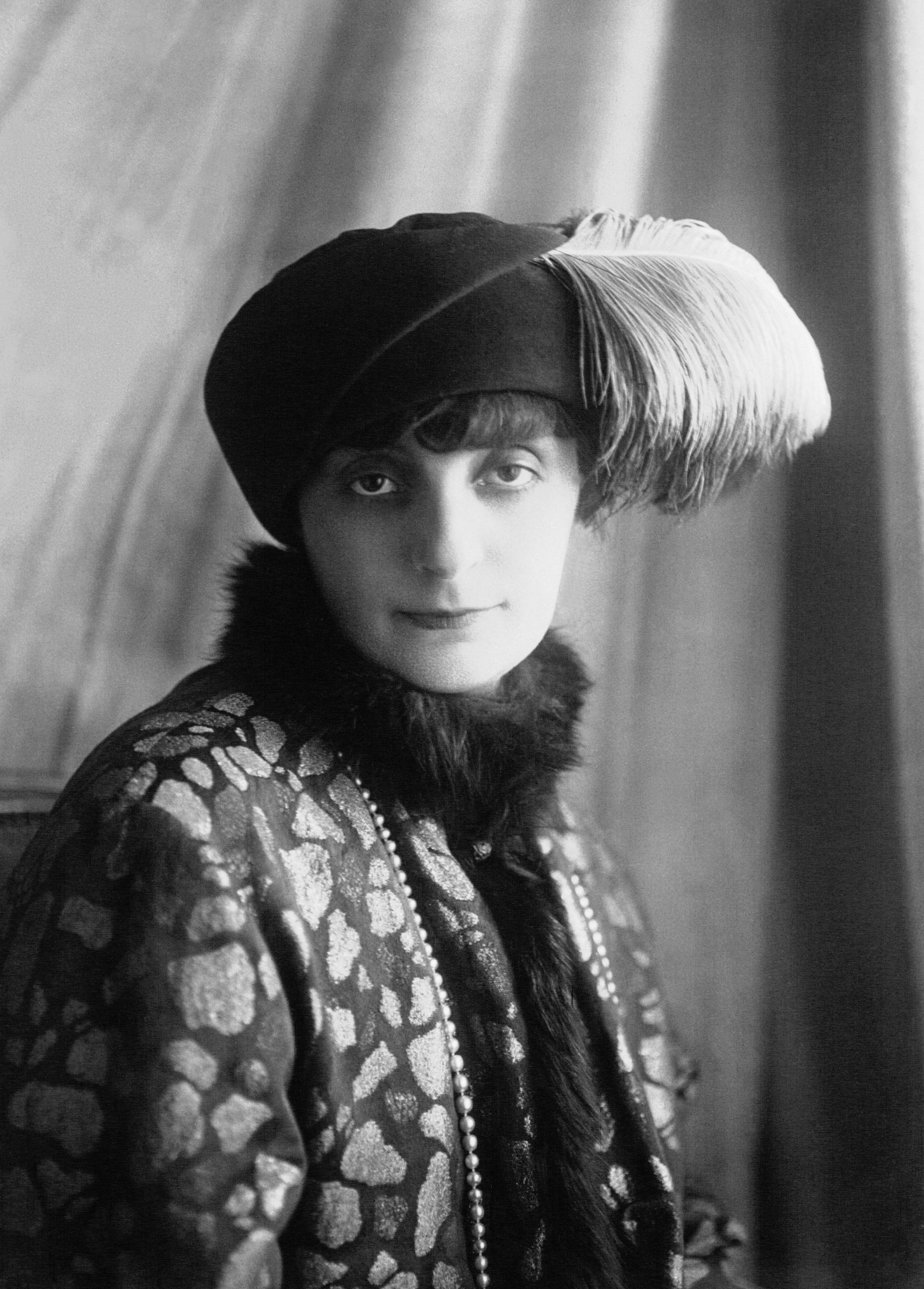
Anna de Noailles.
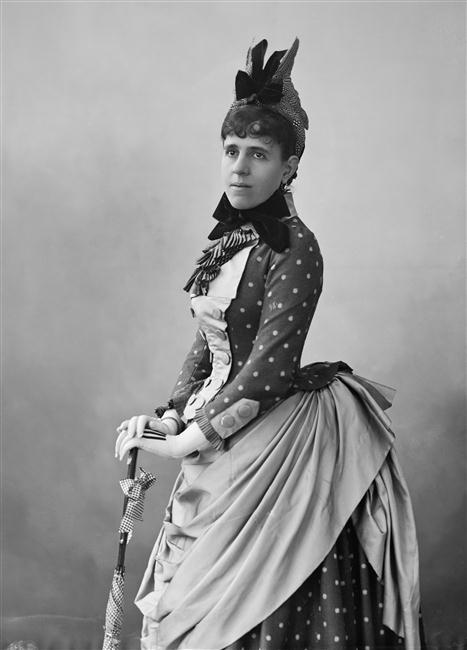
Geneviève Straus.
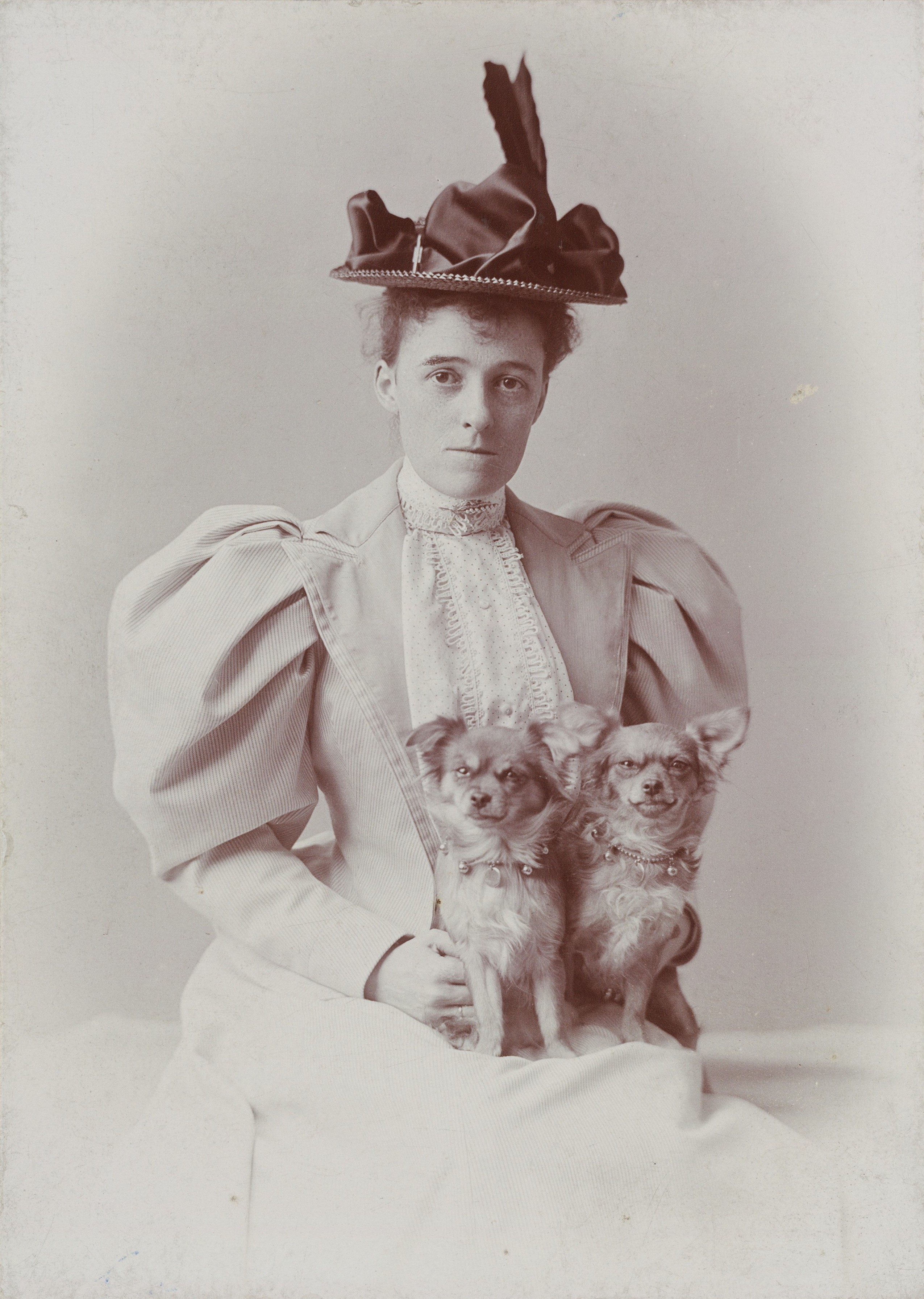
Edith Wharton.

- Natalie Clifford Barney
- Adry de Carbuccia
- Hélène Standish
- Condesa Greffuhle
- Solange de La Baume
- Madeleine Lemaire
- Madame Mühfeld
- Anna de Noailles
- Madame Straus
- Edith Wharton

## Salones alemanes famosos
Así mismo, existieron varios salones literarios en Alemania durante el siglo XVIII, sobre todo en Berlín, como por ejemplo los salones creados por Rahel Varnhagen, Caroline von Humboldt, Henriette Herz y Sara Grotthuis. Otras ciudades alemanas también albergaron salones literarios, como Weimar (Johanna Schopenhauer) o Jena (Caroline Schelling).

## Salón inglés famoso

### En elsigloXVIII
- Salón de Elizabeth Montagu : the Blue Stocking Society, origen de la expresión peyorativa «bas-bleu».

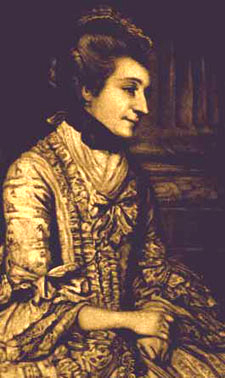
Elizabeth Montagu